# Abraham Lincoln
Abraham Lincoln (pronúncia em inglês: [ˈeɪbrəhæm ˈlIŋkən] (escutarⓘ)) (Hodgenville, 12 de fevereiro de 1809 — Washington, D.C., 15 de abril de 1865) foi um político norte-americano que serviu como o 16° presidente dos Estados Unidos, posto que ocupou de 4 de março de 1861 até seu assassinato em 15 de abril de 1865. Lincoln liderou o país de forma bem-sucedida durante sua maior crise interna, a Guerra Civil Americana, preservando a integridade territorial do país, abolindo a escravidão e fortalecendo o governo nacional.
Criado em uma família carente na fronteira oeste, Lincoln foi autodidata, tornou-se advogado, líder do Partido Whig, deputado estadual de Illinois durante a década de 1830 e membro da Câmara dos Representantes por um mandato durante a década de 1840. Após uma série de debates em 1858, que repercutiu em todo o país mostrando a sua oposição à escravidão, Lincoln perdeu uma disputa para o Senado para seu arquirrival, Stephen A. Douglas. Lincoln, um moderado de um swing state (estado decisivo), garantiu a nomeação para a candidatura presidencial de 1860 pelo Partido Republicano. Com quase nenhum apoio do Sul, ele percorreu o Norte e foi eleito presidente. Sua eleição fez com que sete estados escravistas do sul declarassem sua secessão da União e formassem os Estados Confederados da América. A ruptura com os sulistas fez com que o partido de Lincoln obtivesse amplo controle do Congresso, mas nenhuma ação ou reconciliação foi feita. Em seu segundo discurso de posse, ele explicou que "ambas as partes desprezavam a guerra, mas uma delas faria guerra ao invés de permitir a sobrevivência da nação e a outra aceitaria a guerra ao invés de deixar esta perecer, e veio a guerra".
Quando o Norte optou com entusiasmo pela união nacional, após o ataque confederado no Forte Sumter, em 12 de abril de 1861, Lincoln concentrou os esforços militares e políticos na guerra. Seu objetivo neste momento era unir a nação. Como o Sul estava em rebelião, Lincoln exerceu sua autoridade para suspender o habeas corpus para prender e deter sem julgamento e temporariamente milhares de separatistas suspeitos. Lincoln lidou habilmente com um conflito diplomático no final de 1861, evitando que o Reino Unido reconhecesse os Estados Confederados como nação independente. Seus esforços para a abolição da escravidão incluíram a assinatura da Proclamação de Emancipação em 1863, encorajando os estados escravocratas de fronteira (border states) a tornarem a escravidão ilegal e dando impulso ao Congresso para a aprovação da Décima Terceira Emenda à Constituição dos Estados Unidos, que finalmente pôs fim à escravidão, em dezembro de 1865. Lincoln supervisionou ostensivamente os esforços de guerra, especialmente na escolha de generais importantes, incluindo o comandante-geral Ulysses S. Grant. Lincoln reuniu os líderes das maiores facções de seu partido em seu governo e pressionou-os a cooperarem. Sob a liderança de Lincoln, a União criou um bloqueio naval que fechou o comércio com o Sul, assumiu o controle dos border states no início da guerra, ganhou o controle das comunicações com canhoneiras nos sistemas fluviais do Sul e tentou repetidamente capturar a capital confederada, Richmond, na Virgínia. A cada general que não obteve sucesso, Lincoln os substituiu até que finalmente Grant obteve êxito, em 1865.
Um político excepcionalmente astuto e profundamente envolvido com as questões de poder em cada estado, Lincoln apoiou os War Democrats e conseguiu sua reeleição em 1864. Como líder de uma facção moderada do Partido Republicano, Lincoln notou que suas políticas e personalidade haviam "explodido para todos os lados": os "Republicanos Radicais" exigiam um severo tratamento do Sul, os War Democrats desejavam um maior comprometimento (os "Copperheads", democratas pacifistas, desprezavam os membros do seu partido que defendiam o conflito) e os secessionistas irreconciliáveis tramaram o seu assassinato. Politicamente, Lincoln reagiu, colocando seus oponentes uns contra os outros e apelando para o povo americano com seu poder de oratória. O seu Discurso de Gettysburg, de 1863, tornou-se um dos discursos mais citados na história dos EUA e um ícone da demonstração dos princípios de nacionalismo, republicanismo, igualdade, liberdade e democracia. Ao fim da guerra, em face da persistente e amarga divisão do país, Lincoln mostrou-se moderado quanto à sua Reconstrução, buscando reunir a nação rapidamente através de uma política de reconciliação generosa. Seis dias depois de o general Robert E. Lee, comandante das forças Confederadas, se render, Lincoln foi assassinado pelo ator e simpatizante confederado John Wilkes Booth. Como foi o primeiro presidente dos Estados Unidos ter sido assassinado, sua morte levou seu país a entrar em luto. Lincoln tem sido consistentemente considerado por estudiosos e pelo povo como um dos três maiores presidentes dos Estados Unidos.

## Família e infância

### Primeiros anos

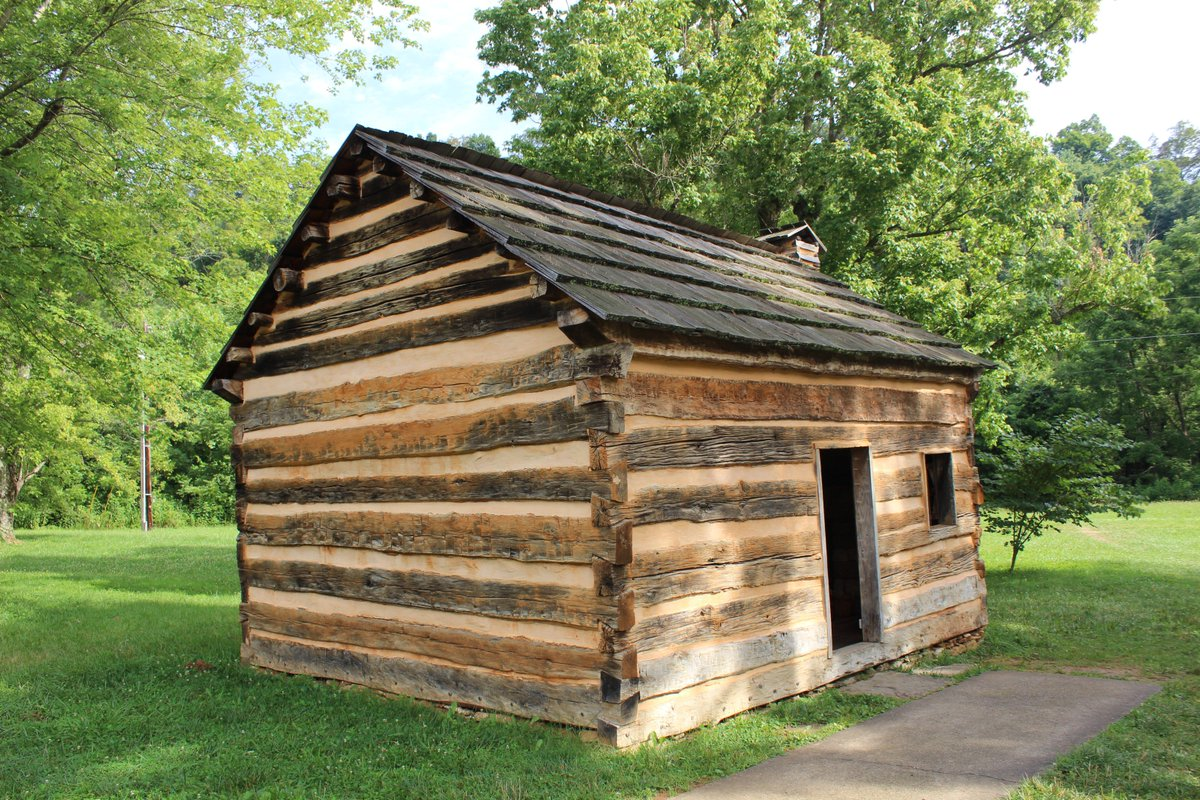
Reprodução da cabana onde nasceu Lincoln, e viveu quando criança (Abraham Lincoln Birthplace National Historical Park)

Abraham Lincoln nasceu em 12 de fevereiro de 1809, num quarto de uma cabana na Fazenda Sinking Spring, no Condado de Hardin (atual Condado de LaRue), no estado do Kentucky. O segundo filho de Thomas Lincoln e Nancy Lincoln (nome de solteira: Hanks), ele descendia de Samuel Lincoln, originário do condado de Norfolk, na Inglaterra, e que imigrara para Hingham, em Massachusetts, no século XVII. O avô paterno de Lincoln, que também se chamava Abraham, mudou-se da Virgínia para o Kentucky, onde foi emboscado e morto em um ataque indígena, em 1786, na presença de seus filhos, incluindo Thomas. A mãe de Lincoln, Nancy, nasceu no atual Condado de Mineral, na Virgínia Ocidental, e era filha de Lucy Hanks. Posteriormente, elas foram viver no Kentucky, onde Nancy Hanks se casou com Thomas Lincoln. A família participava ativamente de uma Igreja Batista local, que pregava normas morais e a oposição à bebida alcoólica, dança e escravidão. Thomas comprou e vendeu várias fazendas na região, incluindo a Fazenda Knob Creek, onde a família viveu entre 1811 a 1816. Ele gozava de considerável prestígio no Kentucky, onde participava de tribunais do júri, avaliava o valor de propriedades, participava de patrulhas de vigilância a escravos no país e vigiava prisioneiros. No momento em que seu filho Abraham nasceu, Thomas possuía duas fazendas de 600 acres (240 hectares), diversos lotes na cidade, gado e cavalos, estando entre os homens mais ricos do condado. No entanto, em 1816 Thomas perdeu toda a sua terra em processos judiciais, por causa de títulos de propriedade com erros.

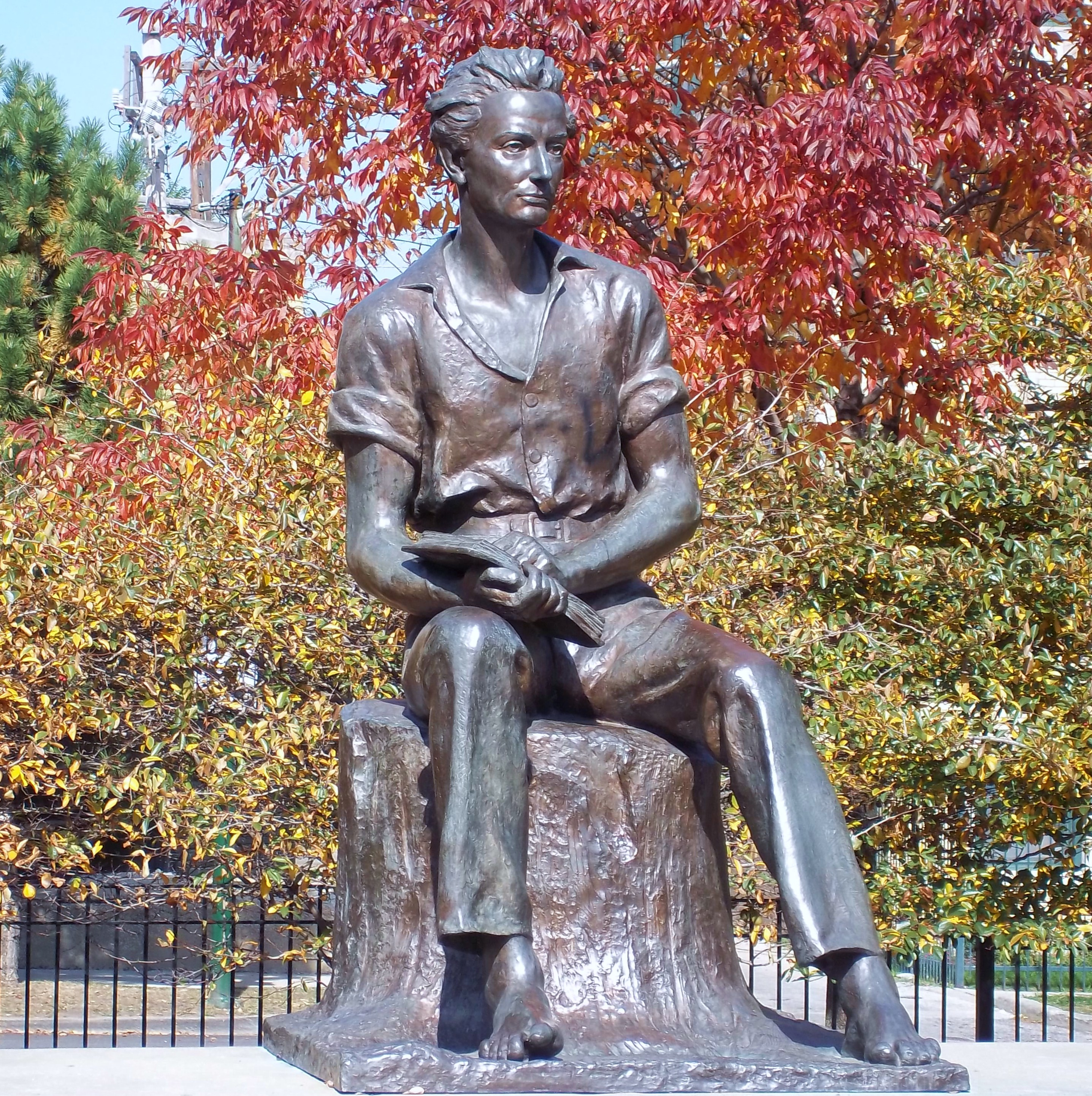
O jovem Lincoln em escultura no Senn Park em Chicago.

A família se mudou para o norte, atravessando o Rio Ohio em direção a um território não escravista no qual fez-se um novo capítulo de suas vidas no que era o então Condado de Perry (atual Condado de Spencer) no Indiana. Lincoln observou que esta mudança foi "particularmente devida a escravidão", mas principalmente devido às dificuldades com título de terra. Em Indiana, Lincoln estava com nove anos quando sua mãe morreu em decorrência da ingestão de leite contaminado pela toxina da planta serpentária branca em 5 de outubro de 1818. A irmã mais velha, Sarah, ficou encarregada de cuidar dele até o ano seguinte, quando seu pai se casou novamente. Ela morreu com vinte anos de idade ao dar à luz a um natimorto em 1828.
A nova esposa de Thomas Lincoln era a viúva Sarah Bush Johnston, mãe de três crianças. Abraham se tornou muito próximo a sua madrasta e se referia a ela como "mãe". Como pré-adolescente, ele não gostava de trabalhos difíceis associados com aquele estilo de vida do Velho Oeste. Alguns familiares e a vizinhança por um tempo o consideraram ocioso. Com o amadurecimento na adolescência, ele voluntariamente assumiu as responsabilidades por todos os trabalhos esperados para um menino em um lar e se tornou um lenhador, construindo cercas. Ele alcançou reputação através de sua audácia e força corporal após uma luta muito competitiva de wrestling para o qual foi desafiado por um conhecido líder do grupo de desordeiros conhecidos como "os meninos do Bosque de Clary" ("the Clary's Grove boys"). Em sua juventude foi considerado um bom lutador, apesar de não ter participado de competições profissionais, o que seria mencionado em suas campanhas políticas por seus apoiantes e oponentes. Lincoln concordou com a obrigação habitual de um filho dar ao seu pai todos os rendimentos de seu trabalho feito antes dos 21 anos, e, mesmo nos anos seguintes, emprestou dinheiro para o pai. Apesar disso, os dois se distanciaram, em parte por causa da ausência de educação paternal. Enquanto a educação formal do jovem consistiu em aproximadamente um ano de aula de vários professores itinerantes, ele foi essencialmente um autodidata e um ávido leitor, tendo muitas vezes buscado novos livros no povoado. Ele leu e releu a Bíblia da Versão Autorizada do rei Jaime, as fábulas de Esopo, O Peregrino de Bunyan, Robinson Crusoe de Defoe e a Autobiografia de Benjamin Franklin.
Em 1830, temendo um surto de leite contaminado por uma toxina ao longo do Rio Ohio — doença que já havia provocado a morte da mãe de Lincoln — a família se estabeleceu em terras públicas no Condado de Macon, no estado não escravista de Illinois. Em 1831, Thomas mudou a família para uma nova propriedade rural cedida pelo governo no Condado de Coles, no mesmo estado. Aos 22 anos de idade, com idade suficiente para tomar suas próprias decisões, o ambicioso Lincoln desceu à canoa o rio Sangamon, chegando a vila de New Salem (Condado de Sangamon). Na primavera de 1831, fora contratado junto de amigos pelo empresário Denton Offutt para transportar mercadorias pelos rios Illinois e Mississippi, indo de New Salem à Nova Orleans. Ao chegar em Nova Orleans, testemunhou práticas da escravidão, e voltou para a casa.

### Casamento e filhos
O primeiro interesse romântico de Lincoln foi Ann Rutledge, a qual ele conheceu quando se mudou para Nova Salem; em 1835 eles tiveram um relacionamento informal. Ann morreu aos 22 anos em 25 de agosto de 1835, provavelmente de febre tifoide. No início da década de 1830, conheceu Mary Owens do estado de Kentucky quando ela estava visitando sua irmã. No final de 1836, Lincoln concordou em corresponder à Mary caso ela retornasse a Nova Salem. Mary voltou em novembro de 1836 e Lincoln a cortejou por um certo tempo, porém, ambos tinham dúvidas sobre a relação deles. Em 16 de agosto de 1837, Lincoln escreveu uma carta para Mary sugerindo que ele não iria culpá-la se ela terminasse o namoro. Ela nunca respondeu.
Em dezembro de 1839, Lincoln conheceu Mary Todd em Springfield (Illinois), vindo a noivarem um ano depois. Mary Todd nasceu em uma família rica e escravista de Lexington (Kentucky). O casamento estava agendado para 1 de janeiro de 1841 quando os dois romperam o noivado por iniciativa dele. Posteriormente, eles se encontraram novamente em uma festa e se casaram em 4 de novembro de 1842, em Springfield, na mansão da irmã de Mary. Enquanto se preparava ansioso para as núpcias, Lincoln, ao lhe perguntarem onde estava indo, respondeu: "Para o inferno, eu suponho".
Em 1844, o casal comprou uma casa em Springfield, próximo ao escritório de advocacia de Lincoln. Mary Todd Lincoln cuidava do lar, muitas vezes com a ajuda de um parente ou empregada contratada. Robert Todd Lincoln nasceu em 1843 e Edward Baker Lincoln (Eddie) em 1846. Lincoln "foi notavelmente apaixonado pelas crianças", e o casal não era considerado rigoroso com seus filhos. Edward morreu em 1 de fevereiro de 1850 em Springfield, provavelmente de tuberculose. "Willie" Lincoln nasceu em 21 de dezembro de 1850 e morreu em 20 de fevereiro de 1862. O quarto filho, Thomas "Tad" Lincoln, nasceu em 4 de abril de 1853 e morreu aos 18 anos em 16 de julho de 1871 causado possivelmente por tuberculose, problemas pulmonares, pneumonia, ou insuficiência cardíaca. Robert foi o único a viver até a idade adulta e ter filhos. Seu último descendente, o neto Robert Todd Lincoln Beckwith, morreu em 1985.
A morte dos filhos teve profundos efeitos nos pais. Abraham Lincoln sofria de "melancolia", uma condição que atualmente é conhecida como depressão clínica. Mais tarde, Mary lutou contra o stress pela perda do marido e dos filhos, sofrendo de alucinações a partir de 1871; Robert Lincoln instaurou um processo alegando demência da mãe e consegue interná-la em um asilo em Batavia, Illinois, em 1875, sendo libertada quatro meses depois com a ajuda da primeira advogada de Illinois, Myra Bradwell. Ela viveu quatro anos no município de Pau, na França, onde sofreu uma lesão na espinha ao cair duma escada. Doente, volta para a casa da irmã e morre em 15 de julho de 1882.
O sogro de Lincoln vivia em Lexington, Kentucky; este e outros da família Todd conviviam entre proprietários de escravos ou comerciantes de escravos. Lincoln era muito próximo dos Todds e sua família ocasionalmente visitava a propriedade deles em Lexington.

## Início de carreira e serviço militar
Em 1832, aos 23 anos de idade, Lincoln e um sócio compraram uma pequena loja em Nova Salem. Embora a economia estivesse crescendo na região, houve esforço na atividade econômica exercida, e Lincoln eventualmente vendeu sua parte. Naquele mês de março ele iniciou sua carreira política com a primeira campanha para a Assembleia Geral de Illinois (legislatura estadual). Ele alcançou popularidade local e poderia atrair uma considerável quantidade de pessoas como um contador de histórias em New Salem, embora não possuísse uma educação formal, amigos influentes e dinheiro, o que pode ter sido a causa de sua derrota na disputa política na qual defendeu melhorias na navegação no Rio Sangamon.
Antes da eleição, Lincoln serviu como capitão em uma milícia de Illinois durante a Guerra de Black Hawk. Ao retornar, continuou sua campanha para a eleição em 6 de agosto para a Assembleia Geral de Illinois. Com um metro e noventa e três centímetros (193 cm), ele era alto e "forte o bastante para intimidar qualquer rival". Em seu primeiro discurso, ao ver um apoiante seu sendo atacado, Lincoln segurou o agressor pelo "pescoço e o assento das calças" e o jogou. Lincoln terminou em oitava posição entre treze candidatos (os quatro primeiros foram eleitos) apesar de ter recebido 277 dos 300 votos no distrito eleitoral de New Salem.
Lincoln serviu como agente do correio em Nova Salem e posteriormente como inspetor do condado. Sempre teve o hábito de realizar leituras. Lincoln decidiu se tornar advogado, e para isso iniciou estudos sobre legislação lendo o livro "Comentários sobre as Leis da Inglaterra" do jurista William Blackstone e outros livros, "mergulhando no assunto a sério" por dois anos. De seu método de ensino, Lincoln declarou: "Eu estudei sozinho". Sua segunda campanha em 1834 o elegeu para a legislatura estadual pelo Partido Whig, tendo recebido apoio de muitos democratas. Ao ser aprovado no exame de admissão para o exercício da advocacia em 1836, se mudou para Springfield (Illinois), trabalhando junto com o colega John Todd Stuart, primo de sua esposa. Lincoln se tornou um ágil advogado com a reputação de ser um adversário formidável durante os interrogatórios e argumentos finais. De 1841 a 1844, Stephen T. Logan se tornou seu sócio, depois trabalhou com William Herndon, cujo acreditou ser "um jovem estudioso". Lincoln foi membro da Câmara dos Representantes pelo Partido Whig em quatro mandatos consecutivos pelo Condado de Sangamon.
Nas atividades legislativas de 1835 a 1836, Lincoln votou para expandir o sufrágio dos homens brancos, seja proprietário de terra ou não. Tornou-se conhecido pela defesa da postura free soil (solo livre) em oposição tanto a escravidão quanto o abolicionismo, falando pela primeira vez sobre o tema em 1837, afirmou que "[A] instituição da escravidão está fundada na injustiça e na má política, mas a promulgação das doutrinas abolicionistas tende mais propriamente a aumentar do que diminuir tais males". Acompanhou de perto Henry Clay no apoio do programa American Colonization Society para fazer com que a abolição prática da escravidão ajudasse os escravos libertos a se fixarem no país africano da Libéria.

## Congressista Lincoln
No início da década de 1830, Lincoln era um forte partidário Whig e proferiu aos seus colegas em 1861 para serem "tradicionais Whigs, discípulos de Henry Clay". O partido, incluindo Lincoln, favorecia a modernização econômica no setor bancário, tarifas protecionistas para financiar melhorias internas no avanço de ferrovias e da urbanização.
Em 1846, eleito para Câmara dos Representantes dos Estados Unidos, serviu por um mandato de dois anos como sendo o único Whig na delegação do estado de Illinois, mostrou lealdade ao seu partido por participar em quase todas as votações e fez discursos remetidos as ideias partidárias. Em colaboração com o congressista abolicionista Joshua R. Giddings, Lincoln elaborou um projeto de lei para abolir a escravidão no Distrito de Columbia com a indenização para os proprietários, captura dos escravos fugitivos e um plebiscito sobre a questão. No entanto, ele não deu seguimento a proposta ao passo que não obteve apoio suficiente de seus partidários Whigs. Sobre políticas externas e militares, posicionou-se contra a Guerra Mexicano-Americana, atribuindo como o desejo do presidente James K. Polk (D) para a "glória militar, esse atrativo arco-íris, que se levanta em chuvas de sangue". Lincoln apoiou o Wilmot Proviso, que, se aprovado, teria banido a escravidão nos novos territórios conquistados do México.
Lincoln enfatizou sua oposição ao presidente Polk através de uma série de resoluções; a guerra havia iniciado com um massacre do México contra soldados norte-americanos em território disputado entre os dois países; Polk insistiu que os soldados mexicanos tinham "invadido nosso território e derramado o sangue dos nossos concidadãos em nosso próprio solo". O congressista exigia que Polk mostrasse o local exato no qual ocorreu o derramamento de sangue e que provasse que aquele território era estadunidense. O Congresso nunca aprovou essa resolução ou sequer debateu-a, os jornais nacionais o ignoraram e o resultado foi uma consequente perda de apoio político em seu distrito. Lincoln se arrependeu de algumas de suas declarações, especialmente o ataque aos poderes bélicos do presidente.
Percebendo ser pouco provável que Henry Clay conseguisse ser candidato presidencial e se elegesse, Lincoln, que em 1846 tinha prometido a servir por apenas um único mandato na Câmara dos Representantes, apoiou a pré-candidatura do general Zachary Taylor no Partido Whig para a eleição presidencial de 1848. Taylor venceu e Lincoln esperava ser nomeado para comandar o General Land Office, mas o lucrativo emprego foi para um rival de Illinois, Justin Butterfield, considerado pela administração como sendo um advogado altamente habilidoso, mas na visão de Lincoln, um "velho antiquado". A administração ofereceu-lhe como recompensa de consolação a função de secretário ou governador do Território de Oregon, uma região distante e extremamente democrata, o que na prática representava efetivamente o fim de sua carreira política, de forma a qual recusou a proposta e se dedicou às funções de advocacia.

## Advogado interiorano

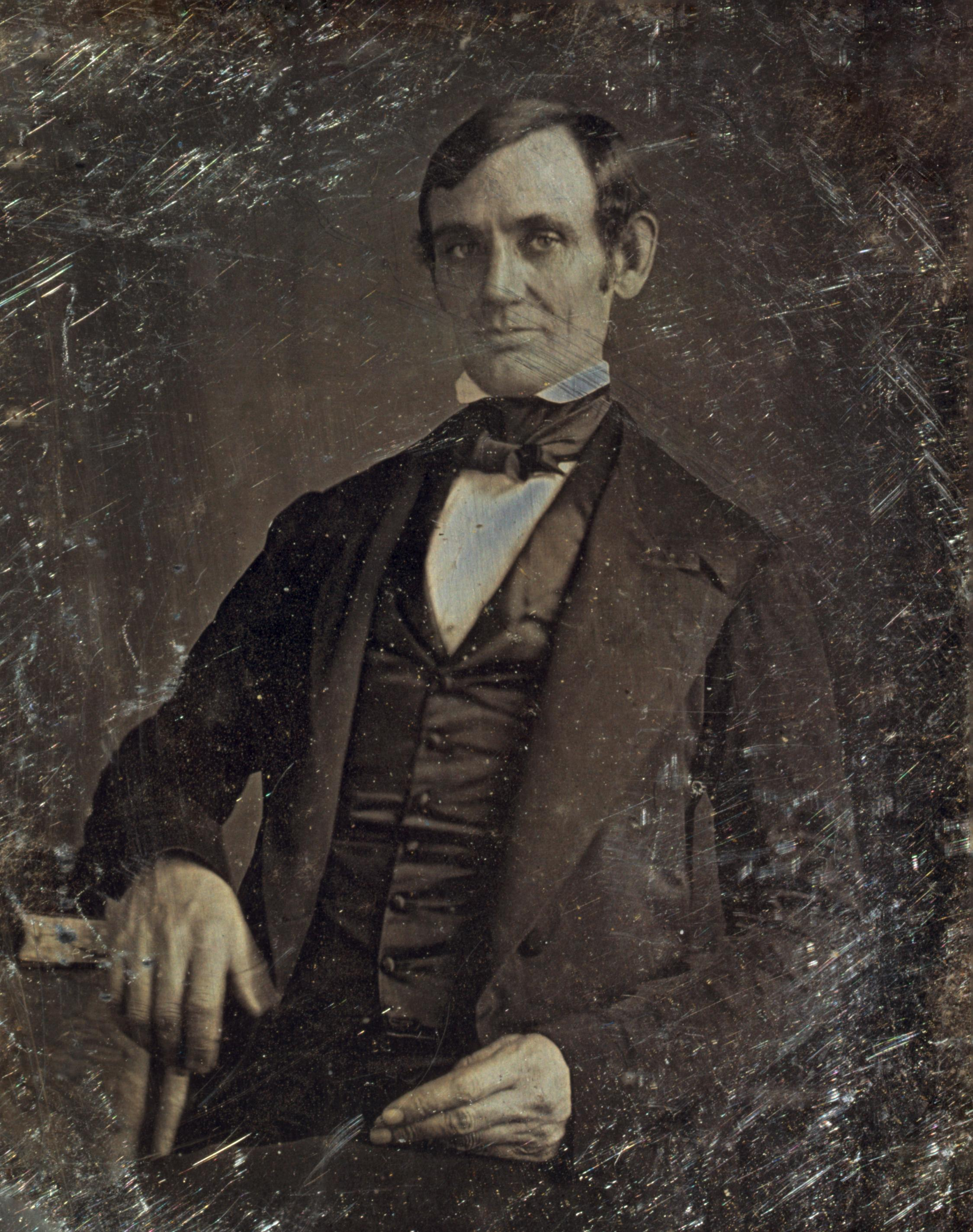
Lincoln próximo dos 30 anos de idade (foto tirada por um de seus alunos a cerca de 1846).

Após um período sem exercer a advocacia enquanto era congressista, Lincoln voltou a fazê-lo em Springfield, lidando com "todo o tipo de negócios que viria a surgir perante um advogado interiorano". Como de hábito, Lincoln realizava dois circuitos por ano (num total de dezesseis anos), viagens que duravam cerca de dez semanas em cada circuito, tendo comparecido as sedes de condados na região central do estado quando as cortes estavam em sessão. De tal forma ele percorria o seu estado aceitando casos que lhe eram apresentados. Lincoln tratou de muitos casos referentes a meios de transportes na expansão para o Oeste do país, particularmente nos conflitos decorrente das operações das barcaças sob as muitas novas pontes ferroviárias. Como um barqueiro, inicialmente defendeu tais interesses, mas posteriormente representou qualquer um que lhe contratasse. Sua reputação aumentou, e compareceu diante da Suprema Corte dos Estados Unidos, discutindo sobre um caso envolvendo um barco que afundou após bater em uma ponte. Em 1849, Lincoln patenteou um dispositivo de flutuação para a movimentação de barcos em águas rasas. A ideia nunca foi comercializada, mas ele foi o único presidente a obter uma patente.
Em 1851, Lincoln representou a companhia ferroviária Alton & Sangamon Railroad em uma disputa com um de seus acionistas, James A. Barret, que tinha se negado a comprar ações da ferrovia como prometido, sob o argumento de que a empresa mudou as rotas de trens originalmente traçadas. Lincoln persuadiu que a companhia de trens não estava através de seu alvará original pois estava comprometida com a existência do compromisso firmado naquela época com Barret; o alvará estava retificado pelos interesses públicos mais recentes estipulados, superiores, numa rota menos dispendiosa, de forma que a corporação preservava os direitos de pagamentos requisitados para Barret. A decisão da Corte Suprema de Illinois foi citada por vários outros tribunais na nação, Lincoln trabalhou em 175 casos, sendo que em 51 deles ofereceu conselhos, dos quais 31 foram decididos a seu favor. De 1853 a 1860, outro notório cliente de Lincoln foi a Illinois Central Railroad.
O julgamento criminal mais notável do qual Lincoln participou ocorreu em 1858 quando defendeu William "Duff" Armstrong, réu acusado de assassinar James Preston Metzker. A fama ao caso se dá pelo uso de um fato estabelecido por notificação judicial contrariando a credibilidade de uma testemunha ocular. Após uma testemunha afirmar que viu o crime sendo realizado sob a luz do luar, Lincoln apresentou o Farmers' Almanac (periódico estadunidense astronômico e meteorológico), mostrando que a lua estava a um ângulo baixo de forma que reduziu drasticamente a visibilidade da testemunha. Baseado nesta evidência, Armstrong foi absolvido. Lincoln raramente levantava objeções no tribunal, porém em um caso de 1859 ao defender o primo Peachy Harrison, acusado de esfaquear uma vítima até a morte, o advogado protestou furiosamente contra a decisão do juiz por ter excluído evidências favoráveis ao seu cliente. O juiz, um democrata, poderia tê-lo prendido por desacato ao tribunal, mas reverteu sua decisão e permitiu as evidências que levaram a absolvição de Harrison.
Mesmo que tivesse bons rendimentos, manteve seus "hábitos simples e modestos", cobrando pouco pelos seus serviços, uma vez que seus clientes não eram, em sua maioria, detentores de riquezas. Em 1850, diferentemente da elite política, ele resistiu à especulação de terras. O preço dos honorários variava entre 2,50 e 50 dólares, quando chegavam a altas instâncias, em tribunais federais e a Suprema Corte, mas esse valor podia chegar a até 100 dólares. Anualmente, seu escritório faturava cerca de 1 200 a 1 500 dólares. Durante seus 25 anos de advocacia, Lincoln dedicou-se principalmente a questões relacionadas com propriedade. Em seu primeiro ano de trabalho, assumiu 91 casos, dois terços ligados a dívidas. De 1837 a 1861, recebeu 5 600 casos, sendo 194 criminais e 17 assassinatos notórios; as disputas de terras nas estradas de ferro no estado eram as mais movimentadas e lucrativas. Bem-humorado, tinha a habilidade para apontar contradições em depoimentos. O colega William Herndon afirmou que "seu raciocínio lógico, analógico e comparativo era certeiro e mortal".

## Políticas do Partido Republicano (1854-1860)

### A escravidão e a "Casa Dividida"

Animação mostrando os estados livres (azul) e os estados escravocratas (vermelho), acompanhando a expansão do país de 1789 até o ano de 1861, quando começou a Guerra Civil. A 13ª Emenda à Constituição pôs fim a escravidão em 1865.

Na década de 1850 a escravidão era legalmente aceita no Sul dos Estados Unidos, mas tinha sido generalizadamente proibida nos estados do Norte. Lincoln tinha repúdio dessa prática que se expandia pelos novos territórios a Oeste. Voltou para a política a fim de se opor ao Ato de Kansas-Nebraska (1854) que permitia a expansão da escravidão que havia sido restringida pelo Compromisso do Missouri (1820). O senador sênior Stephen A. Douglas de Illinois inseriu o conceito de soberania popular numa proposta, a qual Lincoln se opôs, onde especificava que os colonizadores tinham o direito de determinar localmente se consentiriam a escravidão no novo território, em vez de restringir a decisão para o Congresso Nacional. Eric Foner (2010) os diferencia os abolicionistas e radicais republicanos do Nordeste que viam a escravidão como um pecado, enquanto os conservadores republicanos pensavam que era maléfica por ferir as pessoas brancas e impedir o progresso. Foner argumenta que Lincoln era um moderado, opondo-se a escravidão primariamente por violar os princípios republicanos dos Pais Fundadores, especialmente a igualdade de todos os homens e um autogoverno democrático, como expresso na Declaração de Independência.
Em 16 de outubro de 1854, em seu discurso de Peoria, Lincoln declarou oposição a escravidão. Falando com sotaque do Kentucky, com uma voz muito forte, disse que o Ato de Kansas tinha "declarado indiferença, mas como eu posso pensar, um verdadeiro zelo secreto para a propagação da escravidão. Eu não posso, mas eu odeio isso. Eu odeio isso por causa de uma injustiça monstruosa da própria escravidão. Eu odeio isso porque priva o nosso exemplo republicano de ser a única influência no mundo ...".
No final de 1854, Lincoln disputou uma vaga para o Senado federal pelo estado de Illinois pelo Partido Whig. Naquele tempo, os senadores eram eleitos pelo legislativo estadual. Após liderar as seis primeiras rodadas de votação na Assembleia de Illinois, a sua força política começou a diminuir e Lincoln instruiu seus partidários a votarem em Lyman Trumbull, que se elegeu, derrotando o seu oponente Joel Aldrich Matteson. Os Whigs tinham sido irreparavelmente divididos pelo Ato de Kansas-Nebraska. Lincoln escreveu: "Eu acredito ser um Whig, mas os outros dizem que não há Whigs, e que eu sou um abolicionista, apesar de eu não fazer mais do que se opor a expansão da escravidão". Baseando-se em remanescentes do velho Partido Whig e em membros desiludidos dos partidos Solo Livre, Liberdade e Democrata, ele foi fundamental para forjar o molde do novo Partido Republicano. Na Convenção Nacional Republicana de 1856, Lincoln obteve a segunda colocação para a nomeação do candidato a vice-presidente.
Em 1857 e 1858, Douglas divergiu com o presidente James Buchanan, levando a uma disputa pelo controle do Partido Democrata. Alguns republicanos do Oeste foram favoráveis à reeleição de Douglas para o Senado em 1858, desde que ele liderasse a oposição na segunda proposta de constituição estadual do Kansas (Lecompton Constitution), na qual consentia que o Kansas fosse um estado escravocrata. Em março de 1857, a Suprema Corte emitiu a decisão para o Caso Dred Scott, o chefe de justiça Roger B. Taney concluiu que os negros não eram considerados cidadãos e, portanto, não estavam protegidos pelos direitos constitucionais. Lincoln atacou a decisão por considerá-la o produto duma conspiração dos democratas. Lincoln argumentou que os "autores da Declaração de Independência nunca pretenderam 'dizer que todos eram iguais em cor, tamanho, intelecto, desenvolvimentos morais ou capacidades sociais', mas eles 'consideravam todos os homens criados iguais, iguais em certos direitos intransferíveis, entre os quais estão a vida, a liberdade e a busca pela felicidade'".
Após a convenção estadual republicana nomeá-lo candidato ao Senado em 1858, Lincoln pronunciou o seu Discurso da Casa Dividida baseado no evangelho segundo Marcos, capítulo 3, versículo 25: "'Uma casa dividida contra si mesma não pode permanecer.' Eu acredito que este governo não pode suportar, permanentemente, ser metade escravo e metade livre. Eu não espero a dissolução da União, eu não espero ver a casa cair, mas espero que deixe de ser dividida. Terá que se tornar inteiramente algo uno, ou todo de outra forma". O discurso invocou a criação de uma imagem do perigo da desunião causada pelo debate e reagrupou os republicanos no Norte. O cenário era de campanha eleitoral pela vaga da legislatura de Illinois, na qual se deveria escolher entre Lincoln ou Douglas como senador dos Estados Unidos.

### Os debates Lincoln–Douglas e o discurso da Cooper Union

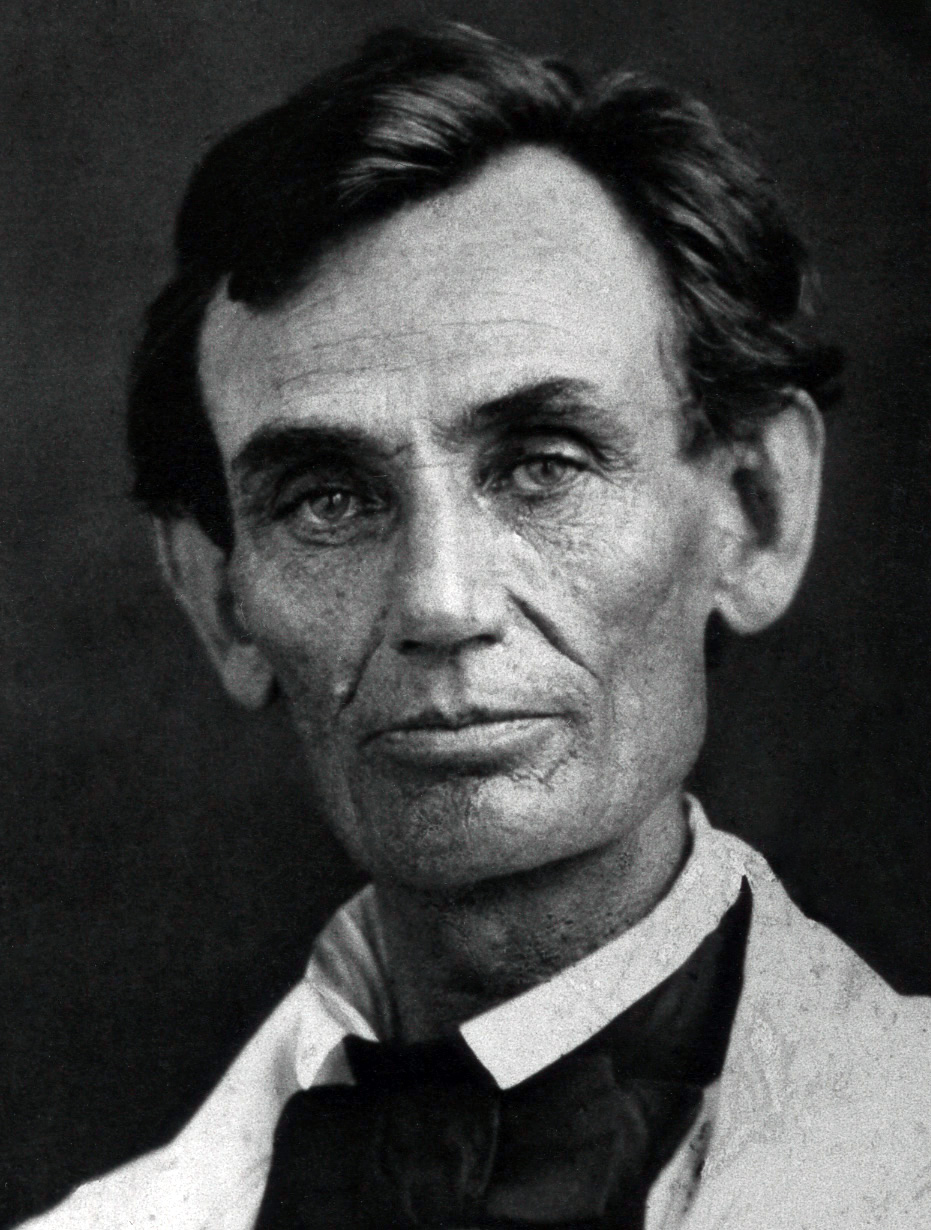
Lincoln em 1858, o ano dos debates com Stephen Douglas.

A campanha para o Senado destacou os sete debates entre Lincoln e Douglas em 1858, um dos debates políticos mais notórios na história estadunidense. Os dois estavam em gritante contraste, tanto visualmente quanto politicamente. Lincoln advertiu que o "Poder dos Escravistas" ("Slave Power") estava ameaçando os valores do republicanismo e acusou Douglas de distorcer os valores dos Pais Fundadores que todos os homens são criados iguais, enquanto Douglas enfatizava sua Doutrina Freeport, na qual os colonizadores locais eram livres para escolher entre permitir ou não a escravidão, e atacou Lincoln por ter reunido os abolicionistas. Os debates tiveram uma atmosfera de uma luta de boxe e atraiu multidões aos milhares. Lincoln afirmou que a teoria de soberania popular de Douglas era uma ameaça à moral da nação e que este representou uma conspiração para estender a escravidão para os estados livres. Seu oponente, por sua vez, declarou que tal estava desafiando a autoridade da Suprema Corte e a decisão do Caso Dred Scott.
Embora os candidatos republicanos para o legislativo tenham obtido mais votos, os democratas conseguiram mais cadeiras e a legislatura estadual reelegeu Douglas para o Senado. Apesar da amargura de sua derrota, tratou de articular assuntos que lhe dessem reputação nacional. Em maio de 1859, Lincoln adquiriu o Illinois Staats-Anzeiger, um jornal em língua alemã que era consideravelmente respeitado; a maioria dos 130 mil teuto-estadunidenses no estado votaram no Partido Democrata, mas havia apoio republicano o suficiente para que fosse mobilizado por um jornal de língua alemã.
Em 27 de fevereiro de 1860, líderes nova-iorquinos do partido convidaram-no para dar um discurso na universidade de Cooper Union para um grupo de influentes republicanos. Lincoln expôs que os Pais Fundadores tinham pouco uso da soberania popular e tinham insistentemente procurado restringir a escravidão, insistindo que a conduta da fundação dos republicanos requeria a oposição à escravidão e rejeitar qualquer "tentativa de algo intermediário entre o certo e o errado". Apesar de sua aparente deselegância, tendo muitos na plateia o considerado esquisito ou até mesmo feio, Lincoln demonstrou uma liderança intelectual capaz de colocá-lo nas fileiras do partido, indo de encontro com a disputa pela nomeação a candidato presidencial republicano. O jornalista Noah Brooks informou que "nenhum homem nunca antes causou tanta impressão em seu primeiro apelo para um público de Nova Iorque". O historiador David Herbert Donald descreve seu discurso como uma "excelente ação política para um candidato desconhecido, que mostra-se um rival de um outro do próprio estado (William H. Seward), em um evento patrocinado por um segundo rival lealista (Salmon P. Chase) e apesar de não mencionar o seu nome durante o seu pronunciamento". Em resposta de um questionamento sobre suas intenções presidenciais, Lincoln disse: "o gosto está um pouco em minha boca".

### A nomeação presidencial de 1860 e a campanha

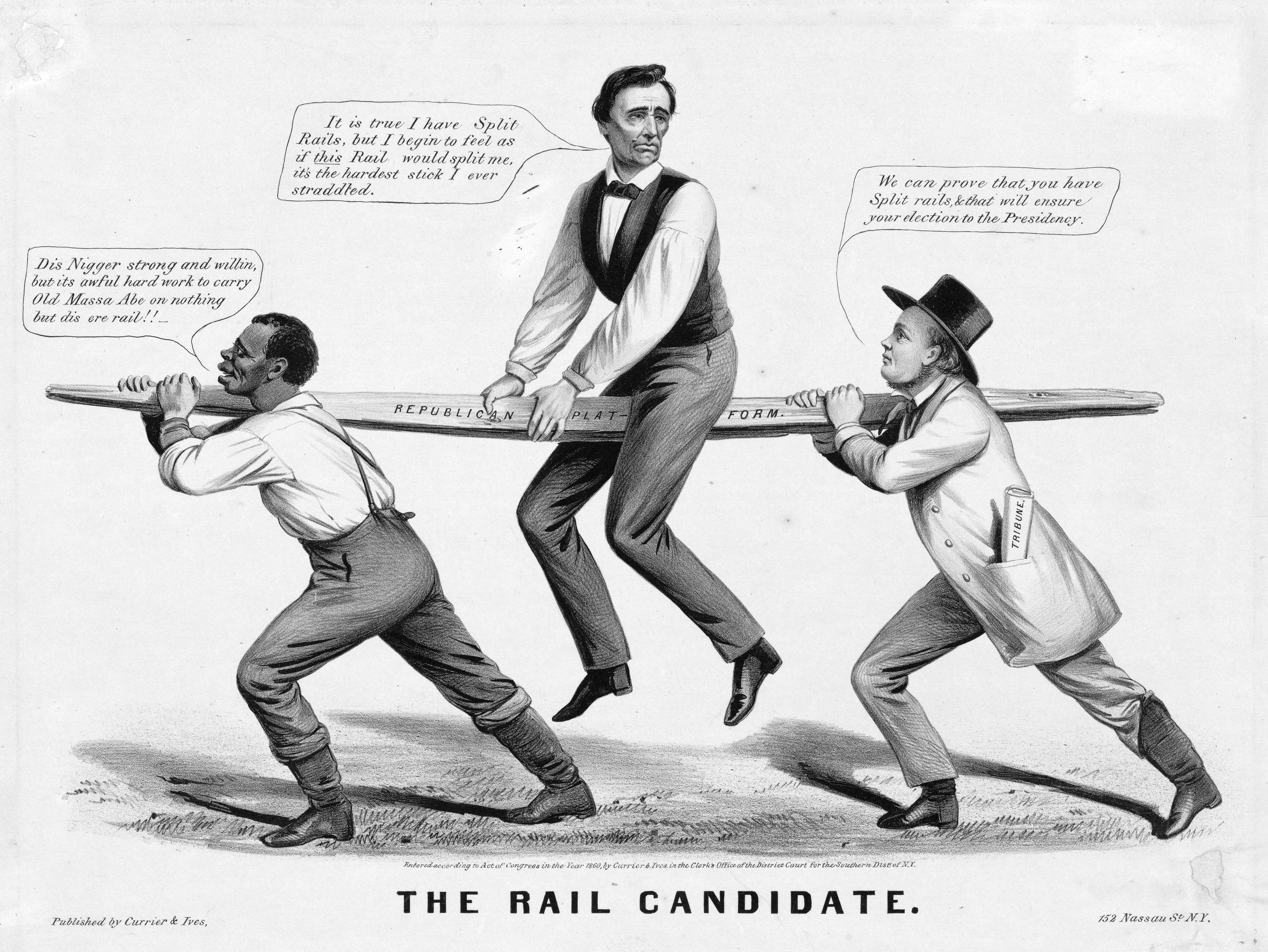
"The Rail Candidate". A candidatura de Lincoln é descrita como apoiada na questão escravocrata: um escravo na esquerda e a organização partidária na direita.

A Convenção Estadual Republicana de Illinois de 9 a 10 de maio de 1860 foi realizada em Decatur. Os partidários de Lincoln organizaram um grupo de campanha liderada por David Davis, Norman Judd, Leonard Swett e Jesse DuBois, recebendo seu primeiro endosso à corrida pela Presidência. Explorando a lenda adornada de seus tempos com seu pai na fronteira, ganhou de seus defensores o rótulo "The Rail Candidate", em alusão ao candidato dos trilhos de trem. Em 18 de maio, na Convenção Nacional Republicana em Chicago, seus companheiros prometeram e manipularam a vitória na terceira votação, derrotando candidatos como William H. Seward e Salmon P. Chase. Um ex-democrata, Hannibal Hamlin de Maine, foi escolhido como vice-presidente numa expectativa de dar mais equilíbrio à chapa. Seu sucesso se deveu por sua reputação moderada na questão escravocrata e pelo seu forte apoio aos programas Whiggish por melhorias internas e as tarifas protecionistas. Na terceira votação, o estado da Pensilvânia colocou-o no topo. Os interesses da Pensilvânia pelo ferro eram garantidos pela proposta protecionista. Os gestores da campanha de Lincoln focaram habilmente nesta delegação tão bem quanto em outras, seguindo um forte ditame do candidato para "não fazer contratos que me vinculem".
A maioria dos republicanos concordaram com Lincoln que o Norte foi o lado prejudicado nos acontecimentos, o Slave Power obstruiu a aliança do governo federal com a decisão do Caso Dred Scott e o mandato do presidente James Buchanan. Ao longo dos anos de 1850, Lincoln duvidou da perspectiva de uma guerra civil, e seus seguidores rejeitaram a alegação de que sua eleição pudesse representar um estopim para esta secessão. Enquanto isso, Stephen A. Douglas foi nomeado candidato democrata pelo Norte. Delegados de onze estados abandonaram a Convenção Nacional Democrata, em desacordo com a posição de soberania popular proposta por Douglas; e escolheram John C. Breckinridge como candidato para representá-los.
Tal como Douglas e outros candidatos fizeram suas campanhas, Lincoln foi o único deles que não realizou discursos. Em vez disso, monitorou a campanha de perto e contou com o entusiasmo do Partido Republicano. O partido viajou a pé e conseguiu maioria no Norte, produziu uma abundância de pôsteres, panfletos e editoriais jornalísticos. Havia milhares de oradores republicanos que se concentraram principalmente na plataforma partidária e, em segundo lugar, na história de vida de Lincoln, enfatizando a pobreza financeira em que ele se encontrava durante a infância. O objetivo era demonstrar o poder superior do "trabalho livre", em que um menino comum vindo da agricultura poderia trabalhar de seu modo até alcançar o topo por seus próprios esforços. A produção literária durante a campanha do Partido Republicano reduziu a força da oposição; um escritor do Chicago Tribune produziu um folheto com uma biografia detalhada do candidato e vendeu de cem mil a duzentas mil cópias.

## Presidência

### A eleição de 1860 e a secessão
Em 6 de novembro de 1860, Lincoln foi eleito o décimo sexto presidente dos Estados Unidos e o primeiro presidente pelo Partido Republicano; derrotando seus oponentes: o democrata Stephen A. Douglas, o democrata sulista John C. Breckinridge e John Bell, do recém-criado Partido União Constitucional. Tendo ganhado a eleição inteiramente com o apoio do Norte e Oeste, nenhum voto lhe foi depositado em dez de quinze estados escravocratas do Sul e obteve maioria em apenas 2 de 996 condados sulistas. Lincoln recebeu 1 866 452 votos, Douglas conseguiu 1 376 957 votos, Breckinridge com 849 781 votos e John Bell com 588 789 votos. O comparecimento eleitoral foi 82,2%, tendo Lincoln vencido nos estados livres do Norte, bem como na Califórnia e no Oregon. Douglas conquistou o Missouri e dividiu os votos de Nova Jersey com Lincoln. Bell saiu vitorioso na Virgínia, no Tennessee, e Kentucky, sendo o restante dos estados do Sul vencidos por Breckinridge. Embora tenha conseguido uma maioria simples no voto popular, o resultado do colégio eleitoral foi decisivo: Lincoln teve 180 e seus oponentes somados conseguiram 123 votos. Havia coligações políticas na qual os opositores do abolicionista se comprometeram em apoiar a mesma chapa de eleitores de Nova Iorque, Nova Jersey e Rhode Island, mas mesmo que todos os seus oponentes se unissem, ainda assim o republicano teria sido eleito por uma maioria no Colégio Eleitoral.

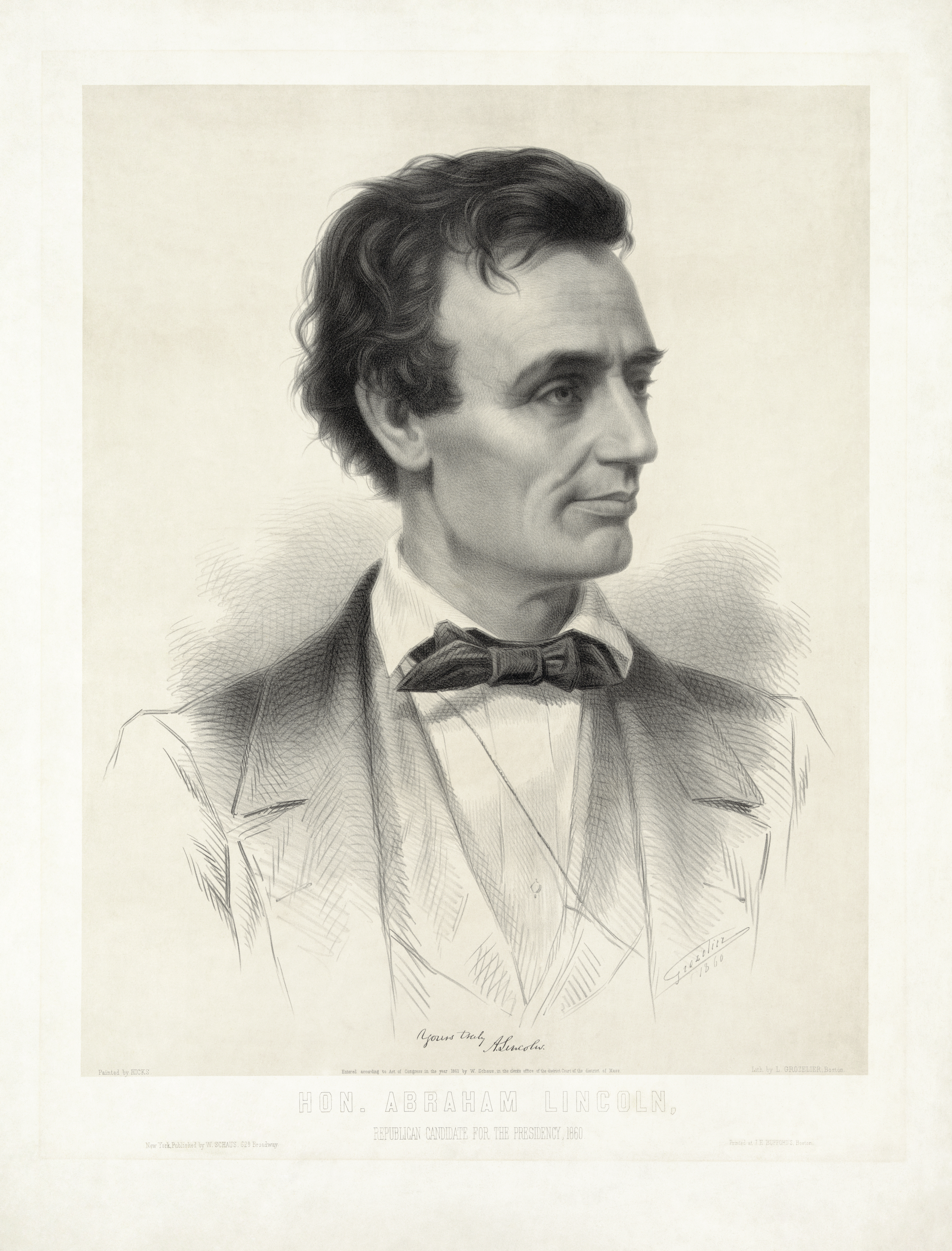
Um desenho do candidato Abraham Lincoln.

Sendo evidente a eleição de Lincoln que estava por vir, os secessionistas deixaram claro a intenção de sair da União antes que ele tomasse posse em março. Em 20 de dezembro de 1860, a Carolina do Sul se tornou o primeiro estado a declarar a secessão; em 1 de fevereiro de 1861, Flórida, Mississippi, Alabama, Geórgia, Louisiana e Texas seguiram a separação. Seis desses estados adotaram uma Constituição e declararam eles próprios serem uma nação soberana, os Estados Confederados da América. Os estados do Sul mais ao norte e os estados da fronteiriços (Delaware, Maryland, Virgínia, Carolina do Norte, Tennessee, Kentucky, Missouri e Arkansas) inicialmente rejeitaram o apelo separatista. O presidente James Buchanan e o presidente-eleito Lincoln recusaram-se a reconhecer os Confederados, declarando que isto era ilegal. Os Confederados escolheram Jefferson Davis como seu presidente provisório em 9 de fevereiro de 1861.
Houve tentativas de um acordo. O Compromisso Crittenden estenderia a linha do Compromisso de Missouri de 1820, dividindo os territórios entre escravocratas e livres, contrariando a plataforma de solo-livre do Partido Republicano. Lincoln rejeitou a ideia, afirmando: "Eu irei padecer de morte antes de consentir (...) com uma concessão ou acordo que veja isto como uma compra de privilegio para tomar posse deste governo na qual teremos um direito constitucional". No entanto, apoiou taticamente a proposta de Emenda Corwin à Constituição, que aprovada pelo Congresso antes de Lincoln tomar posse e aguardava a ratificação pelos estados. A proposta de emenda deveria proteger a escravidão nos estados onde já existia e teria garantido que o Congresso não interferiria no assunto escravista sem o consentimento do Sul. Algumas semanas precedentes à guerra, Lincoln enviou uma carta para cada governador informando-os que o Congresso aprovou um conjunto de resoluções de emenda constitucional. Lincoln estava aberto a possibilidade de uma convenção constitucional para fazer novas alterações.
Na viagem de trem para a sua posse, Lincoln entrou em contato com multidões e várias legislaturas no Norte. O presidente-eleito contornou uma possível tentativa de assassinato em Baltimore, descoberto por seu chefe de segurança, Allan Pinkerton. Em 23 de fevereiro de 1861, chegou disfarçado em Washington D.C., tendo sido colocado sob guarda militar. Lincoln direcionou seu discurso de posse para o Sul, anunciando mais uma vez que não possuía intenção, ou inclinação, a abolir a escravidão nos estados do Sul:

A apreensão parece existir entre as pessoas dos estados sulistas, na qual a ascensão de uma administração republicana faz suas propriedades, e sua paz, e sua segurança pessoal estarem em perigo. Nunca houve qualquer motivo razoável para tal apreensão. De fato, a mais ampla evidência do contrário existe o tempo todo e foi aberto ao seu controle. Pode ser encontrado em quase todos os discursos publicados daquele que agora dirige a você. Eu faço citar um daqueles discursos em que declarei: "Eu não possuo nenhuma proposta, direta ou indiretamente, em interferir na instituição da escravidão nos estados em que existe. Acredito que não tenho o direito legal de fazê-lo, e eu não tenho nenhuma inclinação para fazê-lo."— Primeiro discurso de posse, 4 de março de 1861.
O presidente terminou seu discurso com um apelo para o povo do Sul: "Nós não somos inimigos, somos amigos. Nós não deveríamos ser inimigos (...) Os acordes místicos da memória, que se estende de cada campo de batalha, e patriota, a cada coração vivo e lareira, em todo esse amplo terreno, ainda vai expandir o coro da União, quando novamente tocado, como certamente será, pelos melhores anjos da nossa natureza". O fracasso da Conferência de Paz de 1861 sinalizou que o compromisso legislativo foi implausível. Em março de 1861, nenhum líder da insurreição propôs reunir à União em quaisquer condições. Enquanto isso, Lincoln e quase todos os líderes republicanos concordaram que o desmantelamento da União não poderia ser tolerado.

### O início da guerra

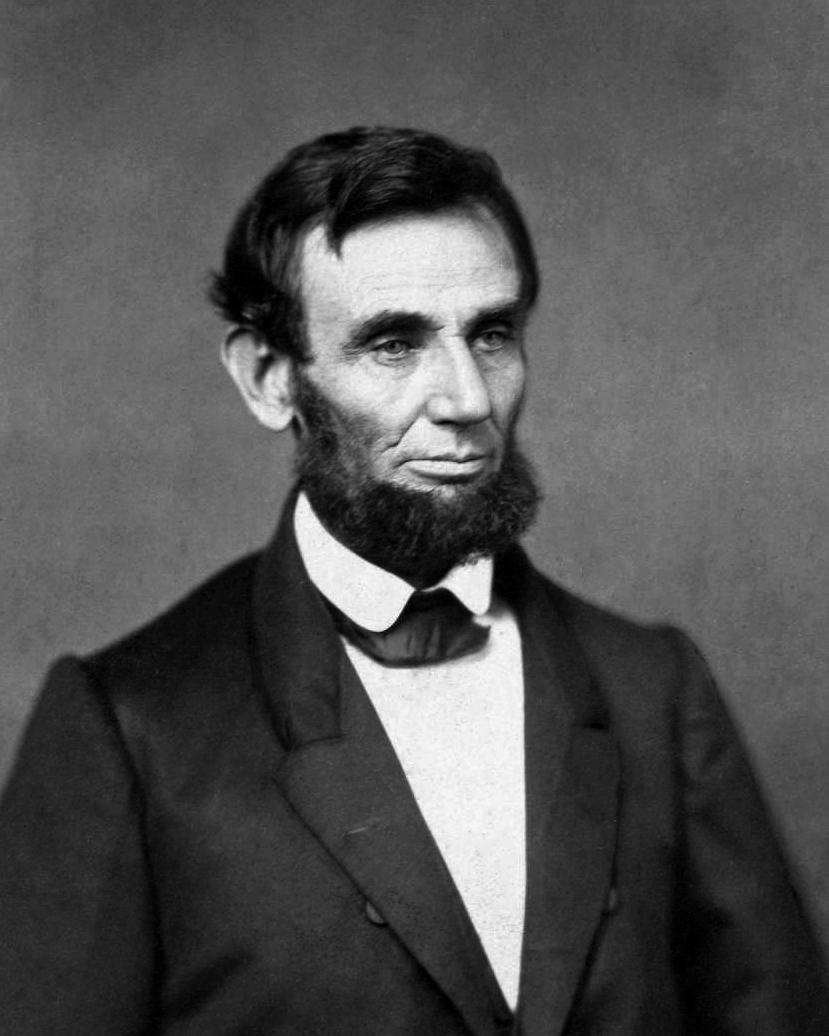
Lincoln em 1861, seu primeiro ano na presidência.

O comandante do Fort Sumter (Carolina do Sul), o major Robert Anderson, enviou uma requisição de provisões à Washington, com o pedido tendo sido atendido por Lincoln. Os separatistas viram essa atitude como uma forma de o governo federal estar presente naquele local, portanto, um estopim para a guerra. Em 12 de abril de 1861, as foças confederadas dispararam contra as tropas da União no Fort Sumter, forçando-os a se renderem, dando início a guerra. O historiador Allan Nevins argumenta que a recente posse de Lincoln fez ocorrer três enganos: subestimou a gravidade da crise, exagerou o forte sentimento da União no Sul, e não percebeu os sulistas que se opuseram à separação e foram insistentemente contrários a qualquer invasão.:29 William Tecumseh Sherman dialogou com Lincoln durante a semana de posse e estava "tristemente desapontado" com o fracasso no qual "o país estava dormindo sobre um vulcão" enquanto o Sul estava se preparando para a guerra. Donald conclui que "seus repetidos esforços em evitar um conflito nos meses entre a posse e o ataque do Fort Sumter pelos confederados mostrou que ele cumpriu a sua promessa de não ser o primeiro a derramar o sangue fraternal; porém ele também prometeu não entregar os fortes. A única proposta dessas posições contraditórias era para que os confederados disparassem o primeiro tiro, o que de fato ocorreu".
Em 15 de abril, Lincoln apelou a todos os estados para enviarem destacamentos, totalizando 75 mil tropas para recapturar fortes, proteger Washington, e preservar a "União", que, em sua visão, ainda existiam intactas apesar dos acontecimentos nos estados separatistas. Este apelo forçou os estados a escolherem um dos lados. A Virgínia declarou secessão e foi recompensada com a capital confederada, apesar da posição da cidade de Richmond estar próxima às linhas de frente da União. Carolina do Norte, Tennessee, e Arkansas também votaram pela secessão durante os próximos dois meses. O sentimento separatista era forte no Missouri e Maryland, mas não prevaleceu; Kentucky tentou ser neutro.
Em 19 de abril, simpatizantes confederados em Baltimore que controlavam a malha ferroviária atacaram tropas que viajavam para a capital. George William Brown, prefeito de Baltimore, a outros políticos de Maryland suspeitos foram detidos e presos, sem mandado e sendo suspenso o habeas corpus. John Marryman, um líder dum grupo separatista em Maryland, requereu ao chefe de justiça Roger B. Taney o decreto de um habeas corpus, afirmando que sua prisão sem uma audiência era inconstitucional. Taney aceitou o pedido de habeas corpus decretando-o, mas Lincoln ignorou a decisão judicial. Em seguida e durante a guerra, Lincoln sofreu fortes críticas dos democratas antiguerra, chamados de Copperheads.

### Assumindo o comando da União em guerra
Após a queda do Forte Sumter, Lincoln notou a importância de tomar o imediato controle da guerra e fazer um plano para pôr fim à rebelião. Lincoln encontrou uma crise política e militar sem precedentes, e respondeu atuando como comandante em chefe, usando de poderes sem precedentes. Ampliado seus poderes bélicos, impôs um bloqueio à todos os portos marítimos confederados, desembolsou fundos antes da aprovação pelo Congresso, e após suspender o habeas corpus, prendeu milhares de suspeitos simpatizantes dos confederados. Apoiado pelo Congresso e o povo nortista, reforçou os laços de simpatizantes da União nos estados de fronteira.

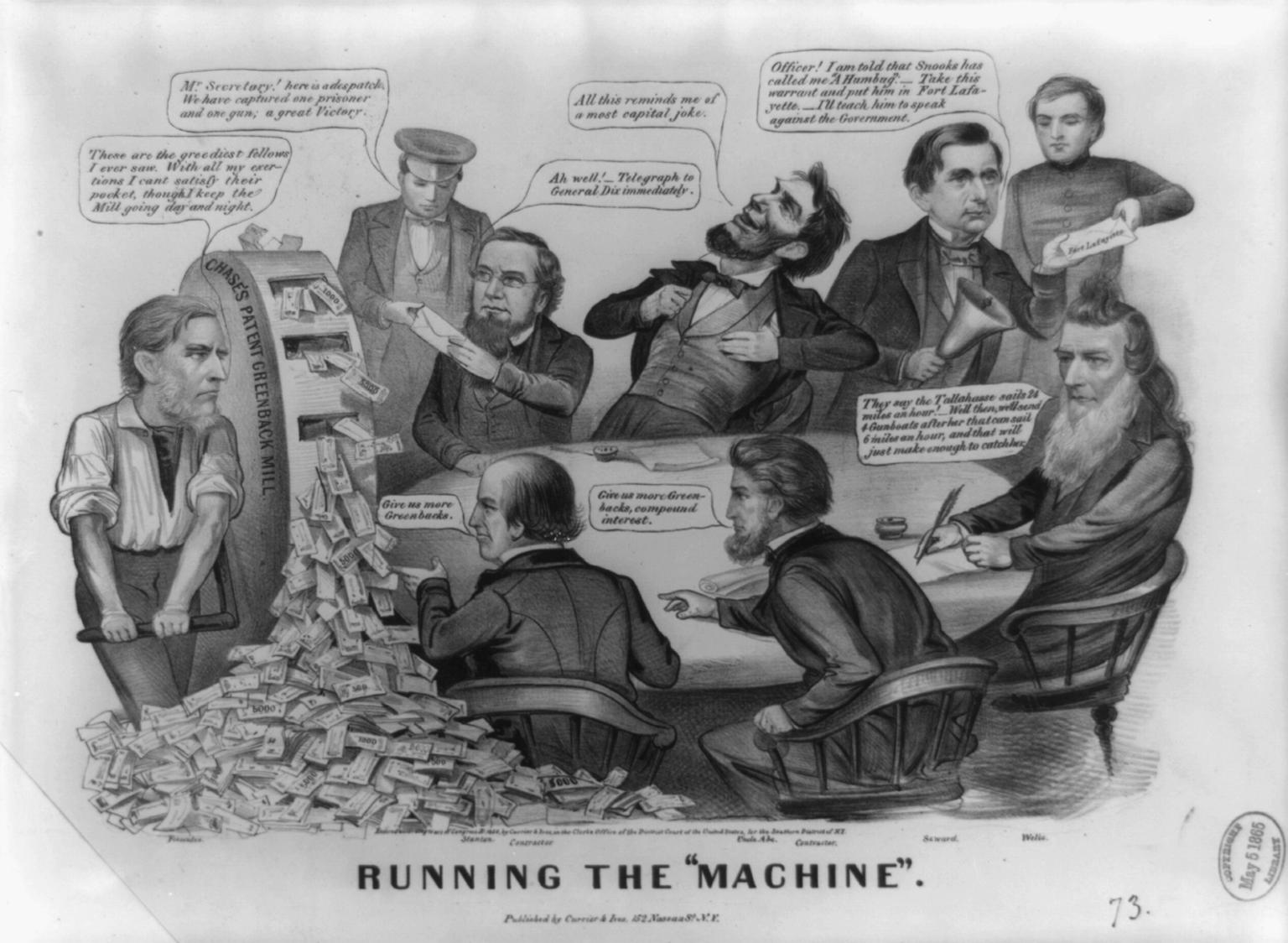
"Running the 'Machine'" (1864). A charge crítica as ações do governo Lincoln e seu gabinete. Veja uma descrição mais detalhada na.

Lincoln concentrou-se nos esforços bélicos, que lhe tomaram grande parte do tempo e da atenção. Desde o início ficou evidenciado que o apoio bipartidário seria essencial para obter-se a vitória, e qualquer compromisso incluiu facções de ambos os lados, tais como a nomeação de republicanos e democratas para posições de comando das Forças Armadas. Os Copperheads o criticaram pela recusa a comprometer-se com a questão escravocrata; enquanto os radicais republicanos reprovaram a lentidão do governo em realizar a abolição. Em 6 de agosto de 1861, Lincoln assinou o Confiscation Act que autorizou processos judiciários a confiscar escravos livres usados pelas ações confederadas em guerra. Na prática a lei teve pouco efeito, mas sinalizou o apoio político para abolir a escravidão nos Estados Confederados.
No final de agosto de 1861, o general John C. Frémont, candidato presidencial republicano de 1856, sem consultar Washington, emitiu uma proclamação de lei marcial em Missouri, declarando que qualquer cidadão sob o porte de armas poderia ser levado à corte marcial e fuzilado, e que os escravos de pessoas ajudando na revolta deveriam ser livres. Frémont já estava em uma situação embaraçosa com acusações de negligência no comando do Departamento do Oeste somado a alegações de fraude e corrupção. Lincoln rejeitou a Proclamação de Emancipação de Frémont acreditando ser um objetivo político, desnecessária militarmente e legalmente. Depois do ocorrido, a União alistou soldados no Maryland, Kentucky e Missouri aumentando mais 40 mil tropas.
O incidente diplomático do Caso Trent no final de 1861 ameaçou uma guerra com a Grã-Bretanha. A Marinha dos Estados Unidos ilegalmente interceptou um navio mercante britânico, o Trent, em alto mar, e prendeu dois enviados diplomáticos dos confederados; a Grã-Bretanha protestou enquanto os Estados Unidos comemoravam. Lincoln resolveu a questão soltando os dois homens e evitou a guerra com a Grã-Bretanha. O governo Lincoln ensaiou um aproximação com o Império Russo que tinha abolido a servidão em 19 de fevereiro de 1861 e que viva uma crescente hostilidade com o governo britânico. A política externa de Lincoln havia sido inicialmente sem interferências devido a sua inexperiência, tendo deixado a maior parte dos assuntos diplomáticos e externos a cargo de seu Secretário de Estado William H. Seward. A reação inicial de Seward no Caso Trent era, porém, muito bélica, de modo que o presidente pediu também auxílio ao senador Charles Sumner, presidente do Comitê de Relações Exteriores do Senado e experiente na diplomacia britânica.
Para aprender termos técnicos militares, Lincoln obteve emprestado da Biblioteca do Congresso o livro "Elements of Military Art and Science" (Elementos da Arte Militar e Ciência, em tradução livre) de Henry Halleck. Cautelosamente, Lincoln monitorou as mensagens telegráficas que chegavam ao Departamento de Guerra em Washington. Manteve um rígido controle em todas as fases do conflito, consultou governadores e escolheu generais conforme o êxito que haviam anteriormente obtidos, bem como o estado e o partido do qual cada um fazia parte. Em janeiro de 1862, após muitas reclamações de ineficiência e especulações no Departamento de Guerra, o Secretário de Guerra Simon Cameron foi substituído por Edwin M. Stanton. Stanton foi um dos muitos democratas conservadores (ele apoiou Breckenridge na eleição de 1860) que se tornaram republicanos antiescravidão sob o governo Lincoln. Em assuntos de estratégia de guerra, Lincoln articulou duas prioridades: assegurar que Washington estava bem defendido, e conduzir uma ação agressiva que deveria satisfazer a demanda no Norte para uma imediata vitória decisiva. Os principais editores de jornais do Norte esperavam uma vitória dentro de 90 dias. Duas vezes por semana, Lincoln reunia-se com seu gabinete à tarde, e ocasionalmente Mary forçava-o a dar um passeio de carruagem porque acreditava que seu marido estava trabalhando demasiadamente. Lincoln aprendeu com seu chefe de gabinete, o general Henry Halleck, um estudante do estrategista europeu Antoine-Henri Jomini, da grande necessidade de se controlar pontos estratégicos, como o Rio Mississippi, compreendendo a importância de Vicksburg (Mississippi) e a necessidade de se derrotar o exército inimigo, e não apenas simplesmente dominar os territórios.

### General McClellan
Após a derrota da União na Primeira Batalha de Bull Run e a aposentadoria por idade de Winfield Scott no final de 1861, o major general George B. McClellan foi escolhido para comandar todas as tropas. McClellan, um jovem executivo ferroviário e democrata da Pensilvânia, levou vários meses para planejar e conduzir a Campanha da Península, indo mais longe do que queria o presidente. O objetivo da campanha era capturar Richmond e levar o Exército do Potomac de barco para a península, e depois por terra para a capital confederada. As repetitivas demoras do general frustraram Lincoln e o Congresso, bem como sua visão de que não eram necessárias tropas para defender Washington. Lincoln insistiu em manter algumas tropas na defesa da capital; McClellan, que superestimava as tropas inimigas, culpou tal decisão pelo fracasso da campanha.

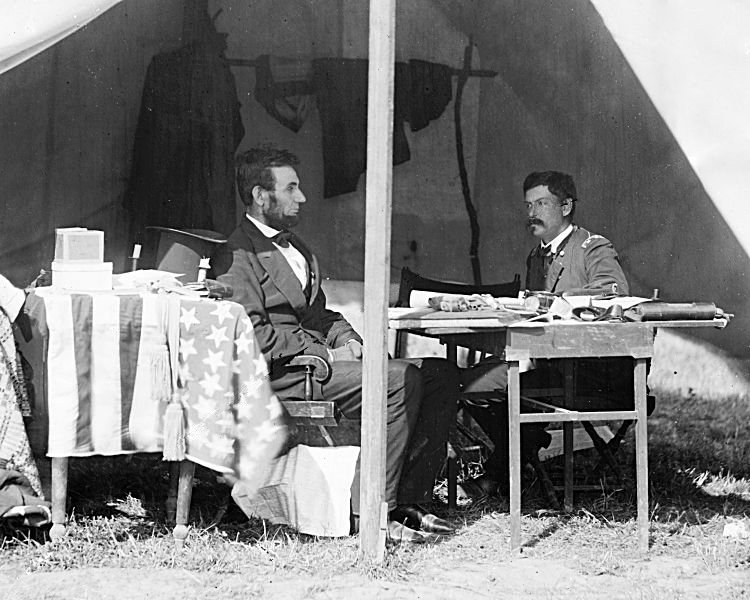
Lincoln e McClellan após a Batalha de Antietam.

Depois que Lincoln recebeu uma carta, na qual McClellan ofereceu aconselhamento político não solicitado, pedindo cautela nos esforços bélicos, o presidente destituiu-o do comando e nomeou Henry Wager Halleck em março de 1862. A carta indignou os radicais republicanos, que pressionaram o governo, e com êxito, John Pope foi nomeado chefe do Exército da Virgínia. Pope concordou com o desejo estratégico de Lincoln em se mover em direção à Richmond pelo norte, protegendo Washington de um possível ataque. Entretanto, a falta dos reforços solicitados por McClellan (agora à frente do Exército de Potomac) ocasionou a derrota de Pope na Segunda Batalha de Bull Run no verão de 1862, o que pela segunda vez forçou o Exército de Potomac a defender a capital. A guerra também usou de operações navais em 1862, quando o CSS Virginia (anteriormente o USS Merrimack) causou avarias ou destruiu três embarcações da União em Norfolk (Virgínia), antes de ser danificado pelo USS Monitor. Lincoln analisou criteriosamente as expedições e interrogou oficiais navais durante a Batalha de Hampton Roads.
Apesar de sua insatisfação com o fracasso de McClellan, Lincoln estava desesperado, e restaurou-o no comando de todas as forças ao redor de Washington para o espanto de seu gabinete, exceto Seward. Dois dias após McClellan retornar ao comando, as forças do general Robert E. Lee atravessaram o Rio Potomac à Maryland, liderando a Batalha de Antietam em setembro de 1862. A vitória da União nesta que foi a batalha mais sangrenta da história americana garantiu a confiança e o anúncio Proclamação de Emancipação em janeiro. Tendo já estado pronto a Proclamação, Lincoln esperou por uma vitória militar para que pudesse publicá-la sem parecer um ato desesperado. McClellan resistiu ao pedido do presidente em perseguir Lee aproveitando o recuo deste e expondo o exército, enquanto que o seu colega, o general Don Carlos Buell também recusou as ordens de mover o Exército de Ohio contra rebeldes no leste do Tennessee. Como resultado, Lincoln substituiu Buell por William Rosecrans, e após as eleições de 1862, McClellan foi substituído pelo republicano Ambrose Burnside. Ambas as substituições foram por políticos moderados e que fossem mais favoráveis ao comandante-em-chefe.

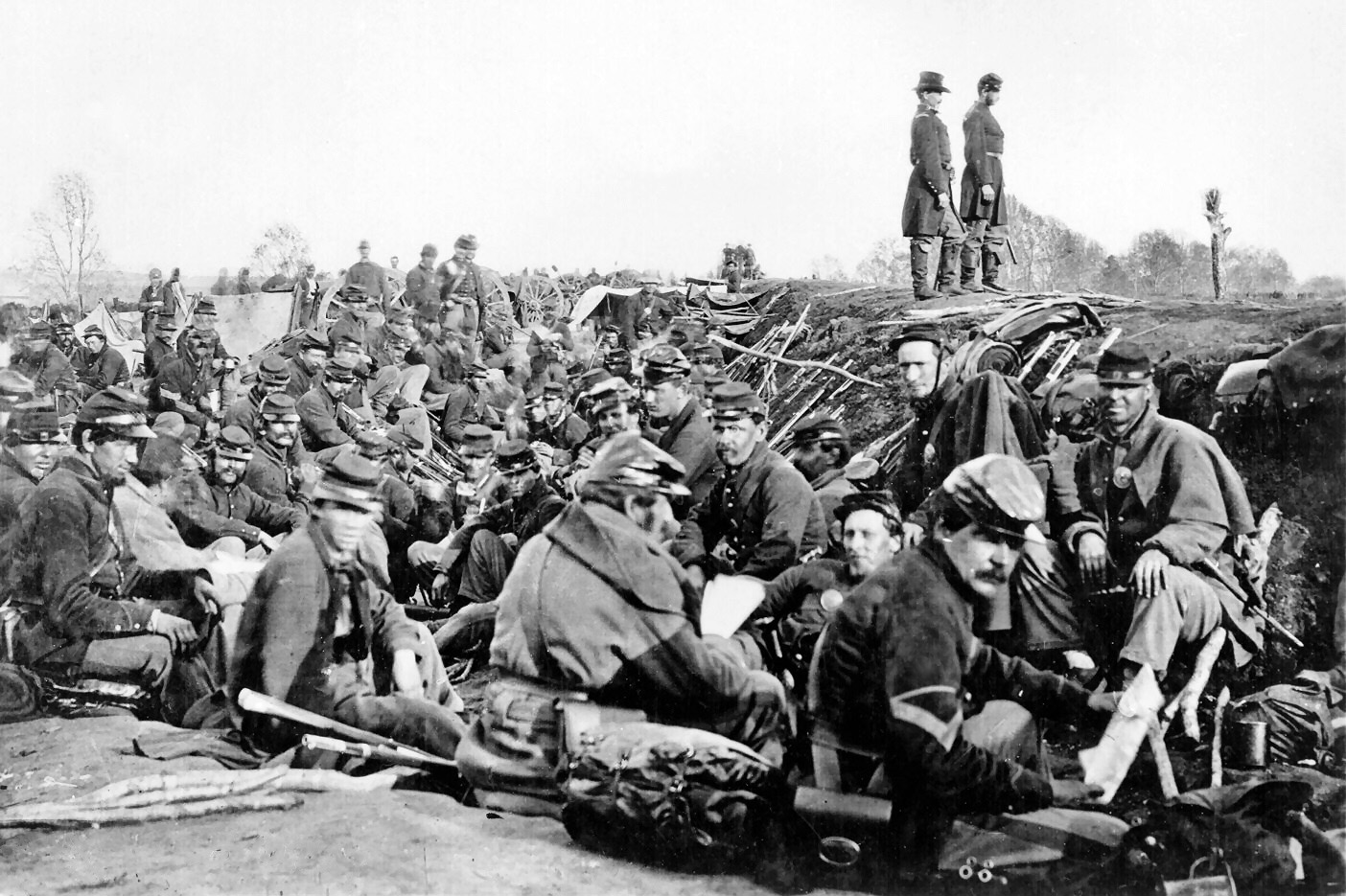
Soldados da União um pouco antes da Segunda Batalha de Fredericksburg em 3 de maio de 1863.

Burnside, contrário ao conselho do presidente, prematuramente lançou uma ofensiva através do Rio Rappahannock e foi surpreendentemente derrotado por Lee na Batalha de Fredericksburg em dezembro. Burnside não havia apenas sido derrotado no campo de batalha, pois seus soldados estavam desmotivados e indisciplinados. As milhares de deserções aumentaram após a Batalha de Fredericksburg. Lincoln convocou Joseph Hooker, apesar da crença deste na necessidade de uma ditadura militar.
As eleições legislativas de 1862 trouxeram aos republicanos severas perdas devido a incapacidade da administração em pôr um fim rápido à guerra, bem como o aumento da inflação, os novos impostos exorbitantes, rumores de corrupção, a suspensão do habeas corpus, a conscrição, e o temor de que os escravos libertos prejudicariam o mercado de trabalho. A Proclamação de Independência anunciada em setembro angariou votos para os republicanos nas áreas rurais da Nova Inglaterra e no norte do Meio-Oeste, mas perdeu votos nas regiões urbanas e no sul do Meio-Oeste. Enquanto estavam desencorajados, os democratas estavam unindo forças e o fizeram muito bem especialmente na Pensilvânia, Ohio, Indiana e Nova Iorque. A Gazeta de Cincinnati afirmou que os eleitores estavam "entristecidos pela natureza interminável desta guerra, como até agora aconteceu, e pela rápida exaustão dos recursos nacionais sem progresso".
Na primavera de 1863, Lincoln estava otimista sobre as próximas campanhas militares de forma a pensar que o fim do conflito poderia estar próximo se tivesse várias vitórias conseguintes. Esses planos incluíam vários ataques, um realizado por Hooker contra o general Lee na cidade de Richmond, outro executado por Rosecrans em Chattanooga, outro por Grant em Vicksburg e um pelo mar em Charleston.
Hooker foi derrotado por Lee na Batalha de Chancellorsville em maio, mas continuou a comandar suas tropas por algumas semanas. Ao rejeitar a ordem presidencial de dividir as tropas, logo pediu a demissão, que foi aceita. Em seu lugar, George Meade, que seguiu Lee na Pensilvânia na Campanha de Gettysburg, uma vitória para a União. Ao mesmo tempo, após algumas derrotas iniciais, Grant sitiou Vicksburg e a força naval unionista obteve algum êxito no porto de Charleston. Após a Batalha de Gettysburg, Lincoln notadamente percebeu que suas decisões militares seriam mais efetivas transmitindo-se as ordens através de seu Secretário de Guerra ou do general-em-chefe para os demais generais, que ressentiam pela interferência de um civil nos planos militares. Mesmo assim, em muitas ocasiões continuou dando detalhadas instruções aos generais como sendo o Comandante-em-chefe.

### Proclamação de Emancipação

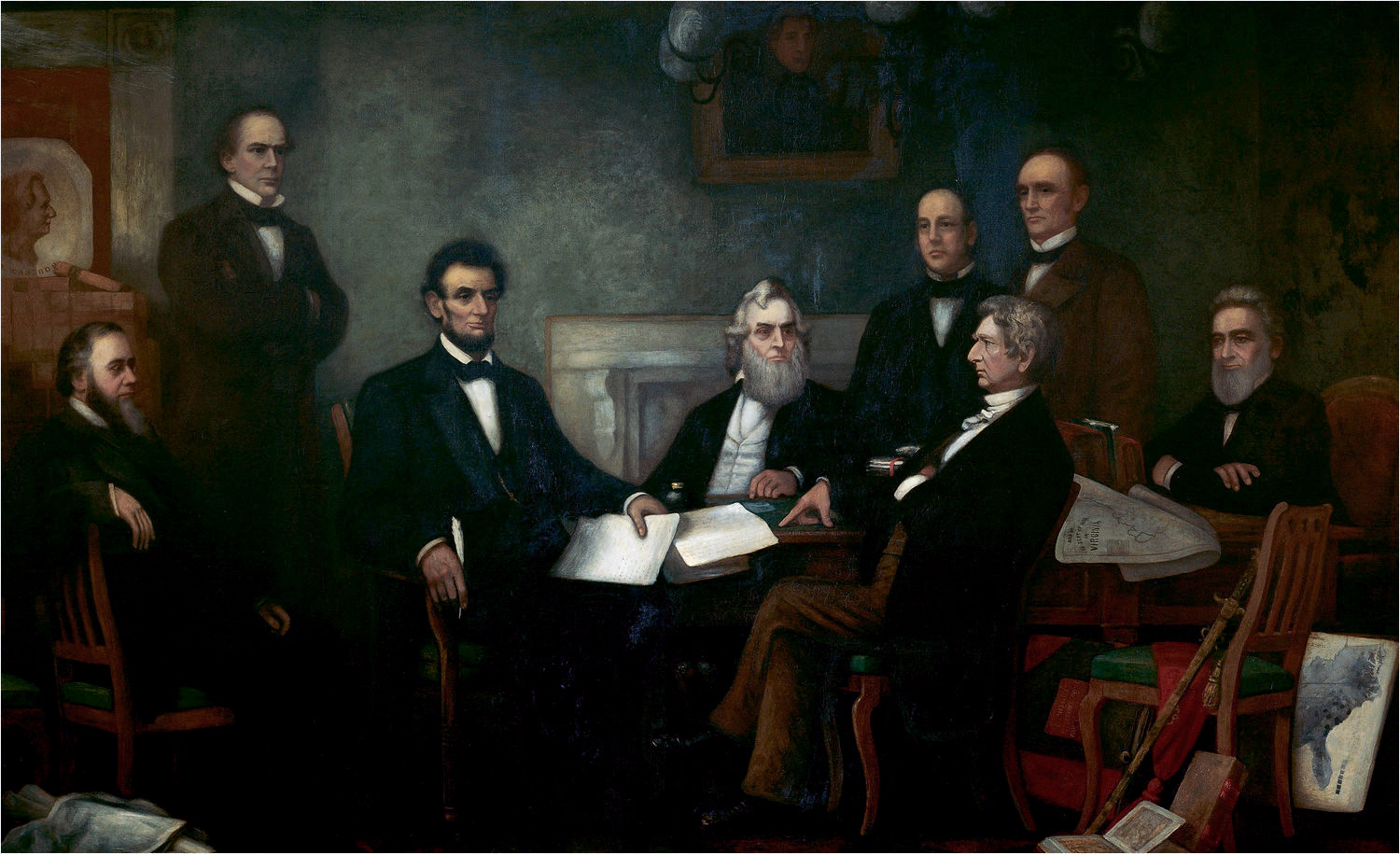
Lincoln apresenta o primeiro esboço da Proclamação de Emancipação ao seu gabinete.

Lincoln compreendeu que o poder do governo federal e o fim da escravidão estavam limitados pela Constituição, que antes de 1865, levou a questão para os estados de forma individual. Antes e durante sua eleição, em sua concepção, a eventual extinção da escravidão resultaria na expansão de novos territórios. No início da guerra, ele tentou persuadir os estados a aceitarem a emancipação dos escravos indenizando seus respectivos proprietários. Assim como os Pais Fundadores, acreditava que a restrição à escravidão poderia economicamente desvalorizá-la. Duas propostas que criavam limites geográficos à tal prática, concebidas pelos generais John C. Frémont em agosto de 1861 e David Hunter em maio de 1862, foram por ele rejeitados porque isso não satisfazia o seu desejo e poderia estragar a relação com estados fronteiriços, aqueles que apesar de permitirem a escravidão não declararam secessão, mantendo-se portanto fiéis à União.
Em 19 de junho de 1862, o Congresso, com o consentimento presidencial, aprovou uma lei para banir a escravidão de todos os territórios federais. Em julho de 1862, a Segunda Lei de Confisco (Second Confiscation Act) foi aprovada, a qual estabeleceu procedimentos que poderiam libertar escravos daqueles que se envolvessem em atos bélicos não patrióticos. Embora Lincoln acreditasse não possuir poder suficiente no Congresso para dar alforria dentro dos estados, conseguiu fazê-lo apoiado pelo legislativo. Ele sentia que tal ação só se concretizaria como comandante-em-chefe, usando da força militar garantida ao presidente pela Constituição, assim fazendo. Naquele mês, dialogou sobre um projeto de Proclamação de Emancipação com o seu gabinete, afirmando que "como uma medida militar apta e necessária, em 1º de janeiro de 1863, todas as pessoas mantidas como escravos nos estados confederados passam desde então, e para sempre, sendo livres".
Particularmente, Lincoln concluiu neste momento que a base escravocrata dos Confederados tinha de ser eliminada. Todavia, os democratas pacifistas viam a emancipação como um obstáculo para a paz e a reunificação. O editor republicano Horace Greeley do notório e influente New York Tribune sentiu que a manobra política era um fracasso, ao qual o presidente desprezou por meio de uma astuta carta em 22 de agosto de 1862. Utilizando-se explicitamente da primeira pessoa para referir-se à sua "missão oficial", como Presidente dos Estados Unidos da América, a preservação da União:

Meu objetivo primordial nesta luta é salvar a União, e não entre resguardar ou destruir a escravidão. Se eu pudesse salvar a União sem libertar qualquer escravo, eu o faria, e se eu pudesse salvá-la libertando a todos, eu o faria; e se eu pudesse salvá-la libertando alguns e deixando outros, eu também o faria. O que eu faço referente à escravidão, e à raça de cor, faço porque acredito que ajuda a salvar a União; e ao que se dá minha resistência é porque acredito que não ajudará ... [¶] Tenho aqui o meu propósito de acordo com a minha visão da missão oficial; e não tenho a intenção de modificar o meu desejo pessoal expresso de que todos os homens em todos os lugares podem ser livres.
A Proclamação de Emancipação, emitida em 22 de setembro de 1862, e colocada em prática em 1º de janeiro de 1863, declarou livres os escravos em dez estados que não estavam sob o controle unionista, com isenções específicas à duas áreas já controladas em dois estados. Lincoln passou os próximos cem dias preparando o Exército e a nação para a emancipação, enquanto os democratas se reuniam com seus eleitores nas eleições de fins de 1862 diante da ameaça dos escravos libertos.
Uma vez que a abolição da escravidão nos estados rebeldes se tornou um objetivo militar, com as tropas da União avançando para o sul, mais escravos foram libertados até chegar à totalidade de três milhões destes no território confederado. Ao assinar a Proclamação, seu comentário foi: "Eu nunca em minha vida senti mais certeza de que isto que eu estou fazendo é o certo, do que ao assinar este papel". Por algum tempo, Lincoln deu continuidade aos seus planos iniciais em criar colônias para os recém libertos, tendo comentado favoravelmente sobre a colonização na Proclamação de Emancipação, mas todas as tentativas de um empreendimento tão massivo falharam. Alguns dias após o anúncio da nova lei, treze governadores republicanos se reuniram em uma conferência e o apoiaram, mas sugeriram a retirada do general Gorge B. McClellan como comandante do Exército da União.
O alistamento de ex-escravos nas forças armadas foi a política oficial do governo após a emissão da Proclamação. Na primavera de 1863, Lincoln estava pronto para recrutar tropas de negros em mais do que números simbólicos. Em uma carta ao governador do Tennessee Andrew Johnson, encorajando-o a esforçar-se para aumentar as tropas de negros, Lincoln escreveu: "A visão nua de 50 mil soldados negros armados atravessando as margens do Mississippi terminaria a rebelião de uma só vez". Em fins de 1863, sob a direção de Lincoln, o general Lorenzo Thomas recrutou vinte regimentos de negros no Vale do Mississippi. Frederick Douglass ao observar o presidente declarou: "Em sua companhia, eu nunca me lembrei de minha origem humilde ou de minha cor impopular".

### Discurso de Gettysburg

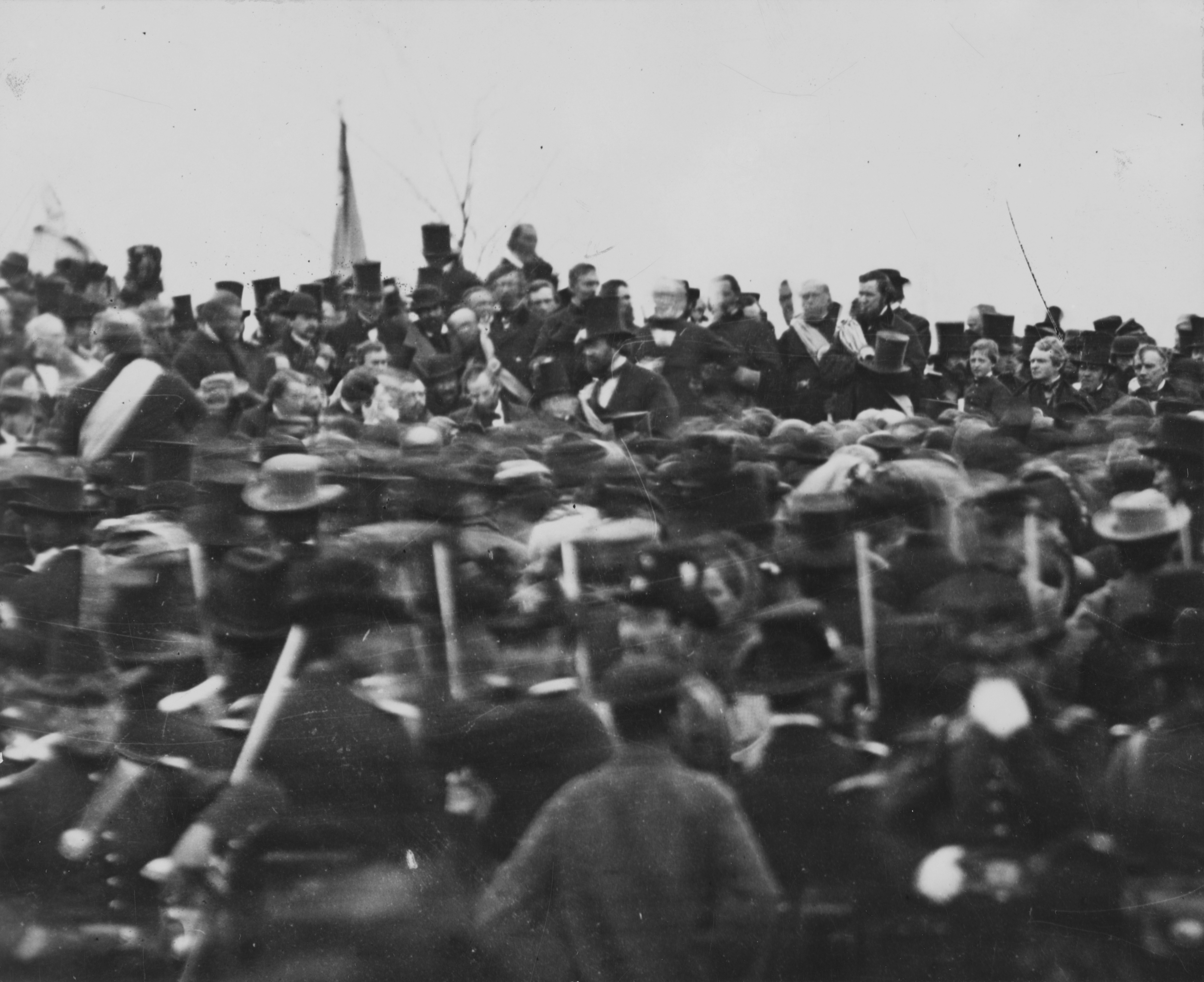
Uma das duas únicas fotos confirmadas de Lincoln (circulado) em Gettysburg, tirada ao meio-dia, logo após a chegada do presidente e aproximadamente três horas antes do discurso.

Com a grande vitória da União na Batalha de Gettysburg em julho de 1863, e a derrota dos democratas pacifista (conhecidos como "Copperheads") na eleição de Ohio, Lincoln manteve uma forte base política de apoio e estava em uma posição favorável para redefinir os esforços de guerra, apesar dos protestos tumultuados em Nova Iorque. O cenário estava montado para o seu discurso no cemitério de soldados da Guerra Civil em Gettysburg em 19 de novembro de 1863. Desafiando a previsão do presidente, no qual o mundo não se lembraria deste momento, seu discurso tornou-se o mais citado na História dos Estados Unidos.
Em 272 palavras e três minutos, Lincoln afirmou que a nação foi fundada em 1776, "concebida na liberdade e dedicada ao conceito de que todos os homens foram criados em igualdade". Assim, definiu que a guerra foi um esforço dedicado a esses princípios de liberdade e igualdade para todos, sendo que a emancipação dos escravos passou a fazer parte de um esforço de guerra nacional. Em sua oratória, declarou que a morte de muitos soldados bravos não seria em vão, a escravidão terminaria como um resultado de diversas perdas, e o futuro da democracia no mundo estaria assegurado, pois o "governo do povo, pelo povo e para o povo não perecerá neste mundo". Por fim, concluiu que a Guerra Civil tinha um profundo objetivo: um renascimento da liberdade da nação.

### General Grant

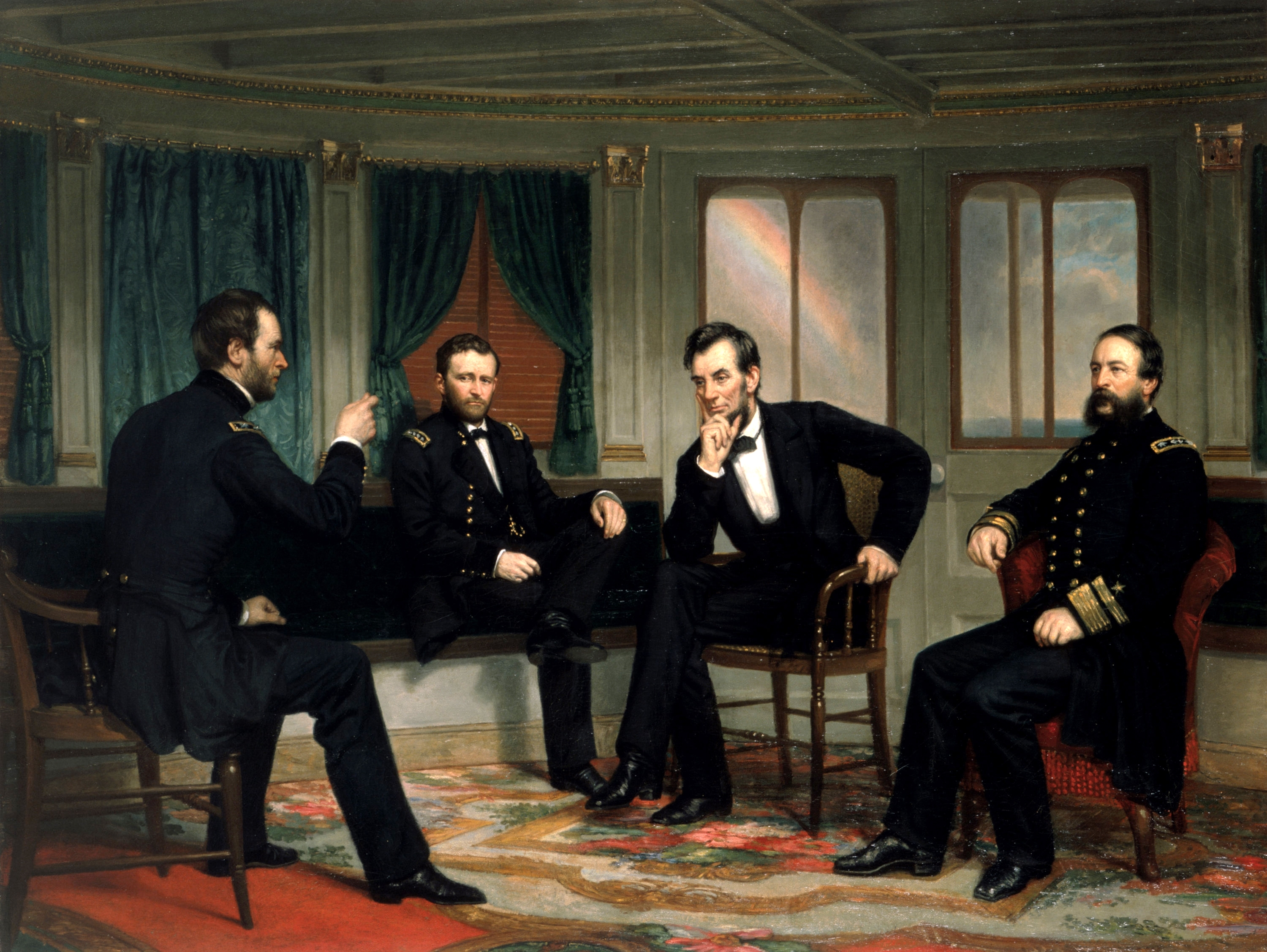
Da esquerda para a direita: os generais Sherman e Grant, o presidente Lincoln e o contra-almirante Porter em pintura de 1868, "The Peacemakers", sobre os acontecimentos da embarcação River Queen em março de 1865.

O fracasso de George Gordon Meade para capturar o Exército inimigo após ter recuado a Gettysburg, e a contínua passividade do Exército de Potomac, persuadiu Lincoln de que uma mudança no comando das tropas era necessária. As vitórias do general Ulysses S. Grant na Batalha de Shiloh e a Campanha de Vicksburg o impressionou e fez de Grant um forte candidato à chefia do Exército da União. Respondendo às críticas de Grant em Shiloh, o presidente afirmou que não poderia deixá-lo passar despercebido devido aos seus esforços. Com Grant no comando, o Exército poderia perseguir implacavelmente uma série de ofensivas coordenadas em várias frentes, e ter um alto comandante que concordasse com o uso de tropas negras.
No entanto, a possível ambição de Grant à Presidência em 1864 levou Lincoln a fazer, por meio de um intermediário, uma sondagem sobre as intenções políticas dele. Após ter se certificado, ele submeteu ao Senado a decisão sobre a promoção de Grant à comandante das forças, obtendo ainda do Congresso a aprovação ao posto de tenente-general, que não havia sido cedido desde George Washington.
Grant travou a sangrenta Campanha de Overland em 1864, frequentemente caracterizada como uma guerra de exaustão, acarretando grandes perdas para a União em batalhas tais como as de Wilderness e Cold Harbor. Apesar de terem a vantagem de atuarem na defensiva, as forças confederadas tinham "quase tão alto percentual de baixas quanto os unionistas". Um terço das tropas havia sido perdida, o que alarmou o Norte, de forma que Lincoln questionou Grant, tendo recebido a reposta de que este planejava lutar até o fim nesta linha de combate mesmo que tomasse todo o verão.
Os confederados estavam desprovidos de reforços, por isso o Exército de Lee minguava a cada batalha. Grant, movia sua tropa ao sul, tendo atravessado o Rio James, forçando um cerco e uma guerra de trincheiras ao redor de Petersburg (Virgínia). Apressadamente, William Tecumseh Sherman, que estava na Carolina do Norte, conseguiu uma visita a Grant em City Point. Lincoln também fez uma visita ao general Grant, e pode se informar com ambos sobre as hostilidades. No Norte, o Partido Republicano e Lincoln conseguiram mobilizar apoio o suficiente para repor todas as perdas da União.
Lincoln autorizou Grant de usar meios para comprometer a infraestrutura confederada, tais como ataques à plantações, ferrovias e pontes, objetivando desmoralizar o inimigo e enfraquecer sua capacidade econômica durante a guerra. O avanço de Grant em Petersburg resultou na obstrução de três ferrovias entre Richmond e o Sul, permitindo que os generais Sherman e Philip Sheridan destruíssem plantações e cidades no Vale do Shenandoah em Virgínia. Os danos causados na Marcha ao Mar, incursão na Geórgia em 1864, foram limitados a uma faixa de terra de 97 quilômetros, mas nem Lincoln nem seus comandantes ambicionavam a destruição como objetivo principal, mas sim derrotar as forças confederadas. Neely (2004) conclui que não havia esforços para engajar uma "guerra total" contra os civis como ocorreu na Segunda Guerra Mundial.
O general confederado Jubal Anderson Early iniciou uma série de assaltos no Norte que ameaçavam a capital. Durante os ataques por Early à Washington, D.C. em 1864, enquanto Lincoln via-os de uma posição exposta, o capitão Oliver Wendell Holmes gritava para ele, "Se abaixe, seu tolo, antes de levar um tiro!". Após repetidas chamadas para Grant defender Washington, Sheridan foi nomeado e a ameaça de Early foi desfeita.
Enquanto Grant continuava desgastando as forças de Lee, iniciavam-se discussões para a paz. O vice-presidente confederado Alexander H. Stephens liderou um grupo para visitarem Lincoln, Seward, e outros em Hampton Roads. Lincoln se recusou a permitir qualquer negociação com os Estados Confederados, para ele o único objetivo era um acordo para pôr fim ao conflito armado, e as reuniões não produziam resultados. Em 1º de abril de 1865, Grant venceu com êxito as tropas de Lee na Batalha de Five Forks e quase cercou Petersburg, forçando o governo confederado evacuar de Richmond. Dias depois, quando a cidade caiu, Lincoln visitou a capital confederada dominada, e enquanto caminhava, alguns sulistas brancos eram impassíveis, mas os escravos libertos saudavam-o como um herói. Em 9 de abril, Lee se rendeu em Appomattox e a guerra efetivamente teve fim.

### Reeleição (1864)
Enquanto a guerra ainda estava em curso, Lincoln enfrentou sua reeleição em 1864. Ele era um político habilidoso, reunindo todas as principais facções do Partido Republicano e os War Democrats tais como Edwin M. Stanton e Andrew Johnson. Muitas horas por semana foram gastas dialogando com políticos de todo o País e usando de suas artimanhas clientelistas difundidas em tempos de paz, manteve as facções de seu partido juntos, construiu o apoio para as suas próprias políticas e afastou os radicais que desejavam removê-lo das cédulas eleitorais de 1864. Na Convenção Nacional, o Partido Republicano escolheu Johnson, um War Democrat do sul do Tennessee como candidato vice-presidencial na chapa. Para ampliar sua coalizão, incluindo os War Democrats e republicanos, Lincoln concorreu pelo recém-criado Partido União Nacional.
Quando as campanhas militares de Grant na primavera de 1864 mostraram-se embates sangrentos e as baixas do Exército unionista aumentando, o insucesso militar residia nas perspectivas da reeleição presidencial, muitos republicanos em todo o país temiam ser derrotados nas urnas. Compartilhando desse temor, Lincoln escreveu e assinou um compromisso em que, se ele perdesse a eleição, ainda derrotaria os confederados antes de sair da Casa Branca:
Esta manhã, assim como alguns dias anteriores, parece muito provável que esta administração não será reeleita. A seguir, será meu dever cooperar com o presidente-eleito, tanto para resguardar a União desde a eleição até a posse; quanto para assegurar a sua eleição sob o fundamento de que isto não poderia ser feito posteriormente.
Lincoln não mostrou o compromisso ao seu gabinete, mas pediu-lhes para assinarem o envelope selado.
Enquanto a plataforma democrata seguia as "asas da paz" do partido e chamava a guerra de um "desastre", o candidato deles, o general George B. McClellan, apoiava a guerra e repudiava a plataforma. Lincoln proveu à Grant mais tropas e mobilizou seu partido para renovar o apoio para a guerra. A tomada das cidades confederadas de Atlanta e Mobile pelos generais Sherman e Farragut, respectivamente, puseram fim ao pessimismo derrotista. O Partido Democrata estava profundamente dividido, com alguns líderes e a maioria dos soldados favoráveis à Lincoln. Em contraste, o Partido União Nacional estava unido e impulsionado com a questão central de emancipação levantada, os republicanos a nível estadual salientaram a deslealdade dos Copperheads (democratas pacifistas). Lincoln foi eleito por uma maioria, com exceção em três estados, e 78% dos soldados unionistas votaram nele.
Em 4 de março de 1865, Lincoln discursou em sua posse para seu segundo mandato, na qual julgou que a grande quantidade de baixas em ambos os lados era por vontade de Deus. O historiador Mark Noll classifica este "entre o pequeno punhado de textos semi-sagrados pelos quais os americanos conceberam o seu lugar neste mundo". Lincoln disse:
Carinhosamente esperamos e rezamos fervorosamente para que este flagelo da guerra possa rapidamente sucumbir. Ainda, se Deus desejar que continue, até que todas as riquezas acumuladas pelo trabalho incansável dos escravos, ao longo de duzentos e cinquenta anos, sejam dissipadas, e até que cada gota de sangue retirada por meio do chicote, seja paga por outra gota, retirada pela espada, como foi dito três mil anos atrás, ainda assim se terá de dizer que ′os julgamentos do Senhor são de todo verdadeiros e justos′. Sem malícia contra ninguém, com caridade para com todos; com firmeza no correto que Deus nos permita ver, que nos seja possível lutar para concluirmos o trabalho que começamos, fechar as feridas da nação, cuidar daquele que enfrentou a batalha de sua viúva e órfão, e fazer tudo o que pode ser feito para se alcançar paz longa e justa entre nós e entre todas as nações.

### A Reconstrução
A reconstrução do País começou ainda durante a guerra, de forma que Lincoln e seus aliados anteciparam questões de como reintegrar os estados conquistados, e como determinar o destino dos líderes confederados e dos escravos libertos. Logo após a rendição de Lee, um general questionou Lincoln sobre como seria dado o tratamento aos derrotados, cuja resposta foi: "deixe-os em paz". Com este sentimento de empatia, Lincoln liderou os moderados na política de reconstrução, e se opôs aos republicanos radicais que integravam o representante Thaddeus Stevens, o senador Charles Summer e o senador Benjamin Wade, aliados políticos do presidente em outros assuntos. Determinado a encontrar um caminho para reunir a nação e num processo de inclusão do Sul, Lincoln ansiava em eleições rápidas com condições generosas. Em 8 de dezembro de 1863, sua Proclamação de Anistia ofereceu o perdão para aqueles que não tivessem obtido cargos políticos nos Estados Confederados, não havia maltratado prisioneiros da União e assinasse um juramento de fidelidade.

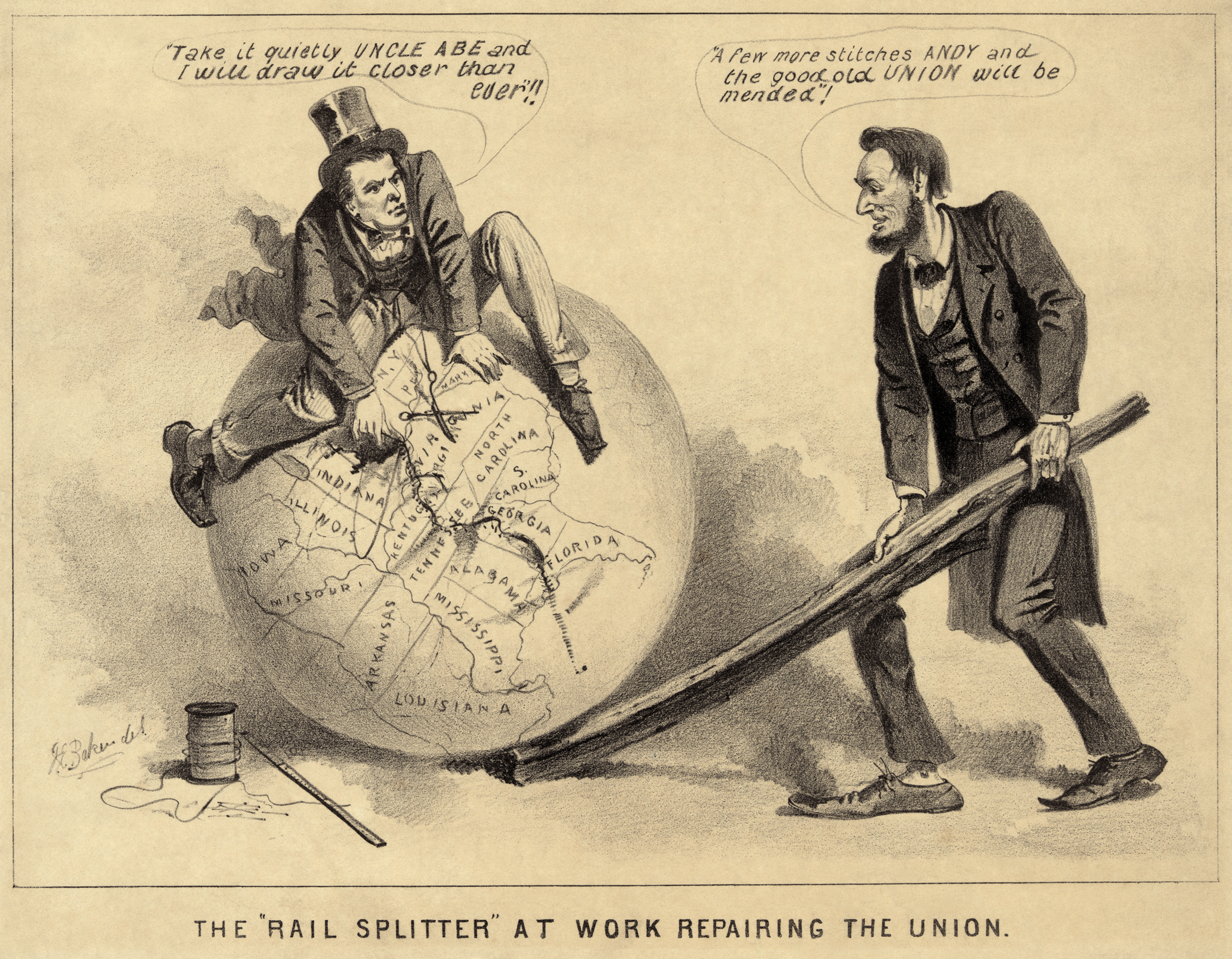
Charge de Andrew Johnson e Abraham Lincoln (1865) intitulada "O 'Divisor dos Trilhos' trabalhando para reparar a União" ("The 'Rail Splitter' At Work Repairing the Union"). Na legenda, está escrito:
Johnson — Faça isso vagarosamente Tio Abe e eu irei costurar [os estados] o mais próximo possível.
Lincoln — Mais alguns pontos Andy e a boa velha União estará consertada.

Os estados sulistas estavam dominados, decisões críticas tinham de ser feitas em seu mandato para não permitir a estagnação. De importância especial estavam os estados do Tennessee e Arkansas, para onde foram nomeados os generais Andrew Johnson e Frederick Steele como governadores militares, respectivamente. Na Louisiana, foi incumbido o general Nathaniel P. Banks a promover um plano de restauração enquanto 10% dos eleitores concordavam com esta política. Os oponentes democratas de Lincoln aproveitaram essas nomeações para acusá-lo de usar militares para se assegurar com suas aspirações políticas republicanas. Por outro lado, os republicanos radicais reclamavam que suas táticas eram muito lentas, e passaram a ter uma proposta própria, a Wade-Davis Bill (1864). Quando a proposta foi vetada pelo presidente, os radicais retaliaram recusando a tomar posse aqueles eleitos representantes por Louisiana, Arkansas e Tennessee.
As nomeações de Lincoln buscavam manter tanto os moderados quanto os radicais sob controle. Para ocupar o lugar do chefe de justiça Taney na Suprema Corte, ele designou a escolha dos radicais, Salmon P. Chase, que Lincoln acreditava apoiar as políticas de emancipação e monetárias.
Com a implementação da Proclamação de Emancipação, que não se aplicou a todos os estados, Lincoln aumentou a pressão sobre o Congresso para proibir a escravidão em todo o território nacional por meio de uma emenda constitucional, que poria um final irrevogável para a questão. Em dezembro de 1863, essa proposta foi levada para apreciação e se tornou a primeira tentativa de mudança na carta magna que não obteve sucesso, pois não alcançou o apoio necessário de dois terços da Câmara dos Representantes em votação no dia 15 de junho de 1864. A aprovação dessa emenda se tornou parte da plataforma ideológica dos republicanos/unionistas na eleição de 1864. O que se seguiu foram várias negociações na Câmara, e numa nova tentativa o Congresso aprovou-a em 31 de janeiro de 1865. O texto então foi enviado para as legislaturas estaduais para ratificação, fazendo-o oficialmente a Décima Terceira Emenda à Constituição dos Estados Unidos em 6 de dezembro de 1865.
À medida em que a guerra civil se aproximava do fim, a Reconstrução ocorreu em fluxo no Sul, crendo o governo federal ter limitado a responsabilidade dos milhões de homens libertos. Lincoln sancionou uma lei do senador Charles Summer (chamada de "Freedman's Bureau") criando uma agência federal temporariamente para satisfazer as necessidades materiais imediatas dos ex-escravos. A lei atribuiu um arrendamento de terras por três anos com a possibilidade da compra de títulos de propriedade pelos mesmos. Lincoln afirmou que o seu plano para a Louisiana não se aplicava a todos os estados sob reconstrução. Pouco antes de seu assassinato, Lincoln havia anunciado um novo plano para a reconstrução do Sul. As discussões em seu gabinete revelaram o planejamento de um controle militar a curto prazo nos nesses estados até a retomada do controle por unionistas dessas áreas.

### Redefinindo a República e o republicanismo

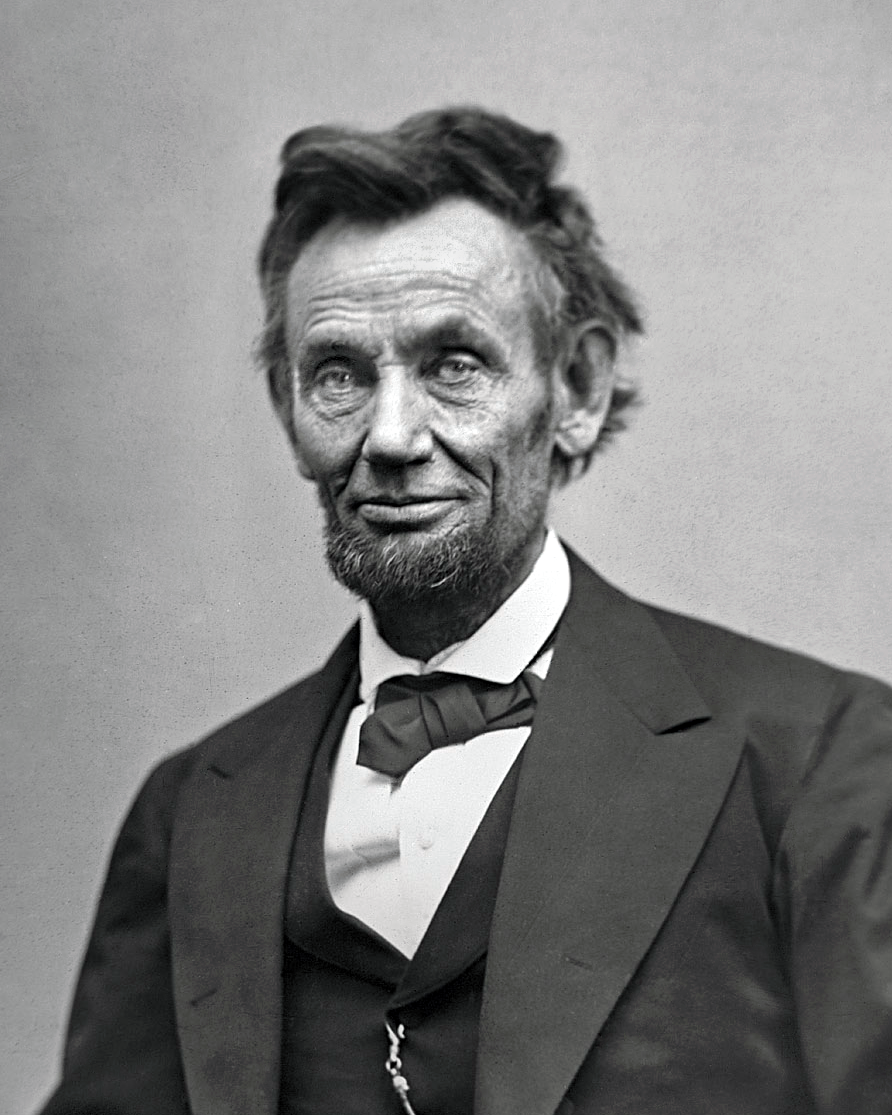
Lincoln em fevereiro de 1865, aproximadamente dois meses antes de sua morte.

Na língua portuguesa, é uma dúvida frequente a colocação do termo "Estados Unidos" em plural ou singular. As regras gramaticais definem que quando vier precedido do artigo "os" se faz concordância com o verbo no plural (os Estados Unidos são...); no entanto, se o artigo estiver implícito, é admitido o singular (Estados Unidos é...). Na língua materna dos Estados Unidos também houve essa dúvida, que diferentemente não possuía uma regra gramatical. Assim sendo, durante grande parte histórica, as referências ao nome se dava em plural (are - são), mas a partir da Guerra Civil essa concepção mudou. Incluindo motivos políticos, o termo passou ao singular (is - é). O que se via era um substantivo coletivo, reforçando a ideia de que seria a União (com sua singularidade). Foi essa nova visão que predominou desde o final do século XIX até a atualidade.
Nos anos recentes, historiadores tais como Harry Jaffa, Herman Belz, John Diggins, Vernon Burton e Eric Foner destacam uma redefinição dos valores republicanos por Lincoln. No início da década de 1850, em uma época em que a retórica política se centrava na idoneidade da Constituição, Lincoln direcionou ênfase para a Declaração de Independência como a base para os valores políticos, considerando-a como uma "grande âncora" para o republicanismo. O destaque para a liberdade e a igualdade para todos contida na Declaração, em contraste com a tolerância à escravidão na Constituição, impulsionou o debate. Como Diggins conclui ao mencionar o influente discurso na universidade de Cooper Union (1860), "Lincoln apresentou aos americanos uma parte da História que oferece uma profunda contribuição para a teoria e o destino do próprio republicanismo". Sua posição ganhou força porque ele destacou a base moral do republicanismo, ao invés de sua jurisprudência. Todavia, em 1861, Lincoln justificou a guerra usando de termos da legislação — a Constituição formava um contrato, e uma de suas partes só poderia sair se todas as outras concordassem —, e como um dever nacional para garantir uma forma republicana de governo em cada estado. Burton (2008) argumenta que o republicanismo de Lincoln foi sendo incorporado aos libertos à medida em que foram sendo emancipados.
Em março de 1861, no primeiro discurso de posse, Lincoln havia explorado a natureza da democracia. Ele denunciou a secessão como um ato anarquista, e explicitou que a maioria das regras tinham de ser equilibradas por meio de restrições constitucionais no sistema americano: "uma maioria assegura restrições através de limitações constitucionais, e a mudança sempre ocorre facilmente com diferentes sentimentos e opiniões populares, essa é a única e verdadeira soberania de um povo livre".

### Outros decretos
Lincoln aderiu ao projeto presidencial dos Whigs: ao Congresso cabia a função de escrever as leis, enquanto o Executivo a aplicava. Durante seu governo, apenas quatro projetos de lei foram vetados. O veto mais importante foi sobre o projeto de lei "Wade-Davis Bill", no qual determinava que para um estado sulista ser reintegrado, pelo menos metade de sua população teria de assinar um juramento de nunca ter apoiado os Estados Confederados, o que ameaçava a Reconstrução da União. Em 1862, assinou o Homestead Act, projeto de colonização do Oeste concedendo 160 acres (65 hectares) para quem cultivasse a terra por cinco anos, o que atraiu grandes levas de europeus. O "Morrill Land-Grant Colleges Act" (1862) provia recursos federais para instituições de ensino agrícola em cada estado. Por meio dos "Pacific Railroad Acts" de 1862 a 1864 foram emitidos títulos públicos e garantidas terras para companhias ferroviárias, permitindo a construção da Primeira Ferrovia Transcontinental, concluída em 1869. A aprovação do "Homestead Act" e os "Pacific Railroad Acts" somente foi possível devido à ausência de congressistas e senadores do Sul que eram contrários às medidas na década de 1850.
Outra importante lei envolveu duas medidas para aumentar a arrecadação do governo federal: as tarifas (com longa precedência) e um novo imposto de renda. Em 1861, a segunda e a terceira Tarifa Morril foram ratificadas e limitavam a concorrência de indústrias europeias, a primeira tarifa já havia entrado em vigor no mandato do presidente anterior, James Buchanan (D). Ainda em 1861, foi criado o primeiro imposto de renda dos Estados Unidos, o "Revenue Act", que correspondia a três por cento de rendas acima de 800 dólares (~20 800 dólares atuais). No ano seguinte, a lei foi modificada e passou a aderir um aumento progressivo do imposto conforme a renda.
Lincoln manteve controle sobre a expansão da influência econômica do governo. A criação de um sistema bancário ocorreu por meio do "National Bank Act", que promoveu uma forte rede financeira no país e estabilizou a moeda nacional. Em 1862, o Congresso criou sob a aprovação presidencial o Departamento de Agricultura. Nesse mesmo ano, o general John Pope foi convocado para resolver os conflitos entre os Estados Unidos e os índios Sioux no estado de Minnesota. 303 mandados de execução foram ordenados à indígenas acusados de assassinarem fazendeiros inocentes. Lincoln deu sua opinião pessoal em cada mandado e sentenciou 39 deles para a pena de morte (um deles foi perdoado posteriormente). Lincoln tinha planejado uma reforma federal na política indígena.
No rastro das mortes causadas pelo general Grant durante sua campanha militar contra Lee, Lincoln considerou ainda a possibilidade de nomear outro gestor de tropas militares, mas isso nunca foi debatido. Devido aos rumores, entretanto, os editores do New York World e do The Journal of Commerce publicaram uma falsa proclamação militar na qual criaram a oportunidade dos editores entre outros empregados da mídia a fazerem publicidade e terem sucesso mercantil. A reação de Lincoln foi enviar mensagens enérgicas para a mídia sobre tal comportamento; ele ordenou aos militares que aproveitassem a distração. A apreensão durou dois dias.
Lincoln é creditado como o responsável pela instituição do feriado de Ação de Graças nos Estados Unidos. Anteriormente, a Ação de Graças, enquanto feriado no estado de Nova Inglaterra desde o século XVII, tinha sido proclamado pelo governo federal em datas esporádicas. A última vez como feriado nacional havia sido há 50 anos atrás sob a presidência de James Madison. Em 1863, Lincoln declarou oficialmente a última quinta-feira de novembro daquele ano como o dia de Ação de Graças. Em junho de 1864, o presidente aprovou a criação sem precedentes de uma área de proteção federal, atualmente conhecida como Parque Nacional de Yosemite.
Em 20 de junho de 1863 a Virgínia Ocidental passou a fazer parte da União. Até então, a Virgínia Ocidental fazia parte do estado da Virgínia, mas a população nessa região não desejava a secessão e era abolicionista, em contrariedade com os demais habitantes, por isso ocorreu a divisão interna do estado. A Virgínia Ocidental teve de criar para si uma constituição que estabelecesse a abolição gradualmente. Nevada, tornou-se o terceiro estado à Oeste do continente, figurando como novo estado não escravocrata em 31 de outubro de 1864.

#### Nomeações para o judiciário

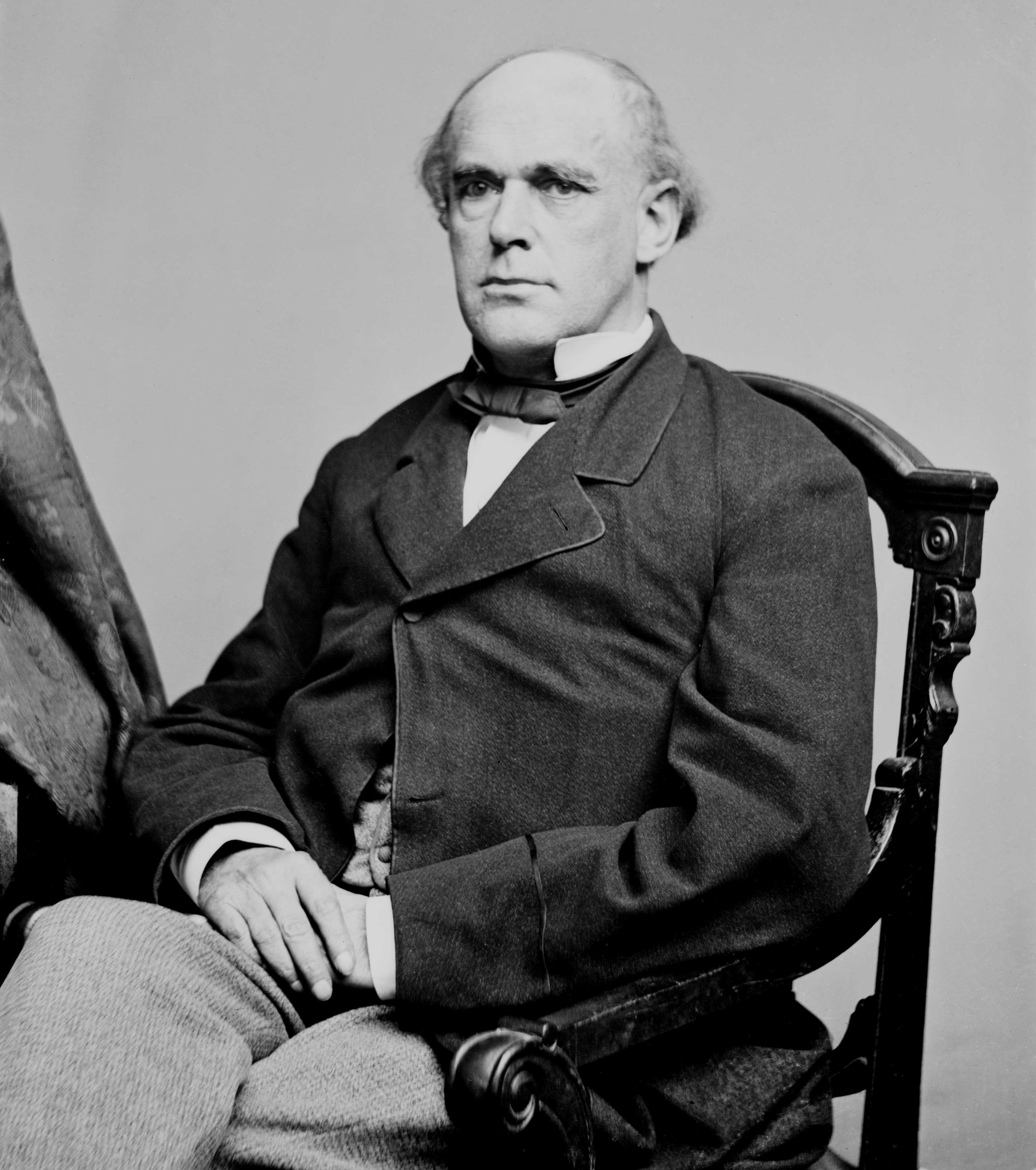
Salmon Portland Chase foi o escolhido pelo presidente para ser o Chefe de Justiça dos Estados Unidos.

Foram nomeados para a Suprema Corte dos Estados Unidos:
- Noah Haynes Swayne, 1862;
- Samuel Freeman Miller, 1862;
- David Davis, 1862;
- Stephen Johnson Field, 1863;
- Salmon Portland Chase (Chefe de Justiça), 1864.

A filosofia declarada por Lincoln nas nomeações para juízes era a de que "nós não podemos perguntar a um homem o que ele irá fazer, e se [isso for um] dever, ele deverá nos responder e nós o desprezaremos por isso. Por isso, precisamos de um homem cujas opiniões são conhecidas. Foram cinco nomeações para a Suprema Corte. Noah Haynes Swayne, um advogado anti-escravocrata que estava comprometido com a União, foi escolhido em 24 de janeiro de 1862. Samuel Freeman Miller, nomeado em 16 de julho de 1862, apoiou Lincoln na eleição de 1860 e era reconhecidamente um abolicionista. David Davis, gerente de campanha eleitoral de Lincoln em 1860, nomeado em 8 de dezembro de 1862, também serviu como juiz em Illinois. Stephen Johnson Field, então juiz da Suprema Corte da Califórnia, foi nomeado em 10 de março de 1863, causou uma espécie de equilíbrio geograficamente e politicamente (Field era democrata). Por fim, o Secretário de Tesouro Salmon P. Chase foi nomeado Chefe de Justiça em 6 de dezembro de 1864, visto pelo presidente como um hábil jurista que apoiaria as medidas para a Reconstrução e que sua nomeação poderia unir o Partido Republicano.

### Assassinato

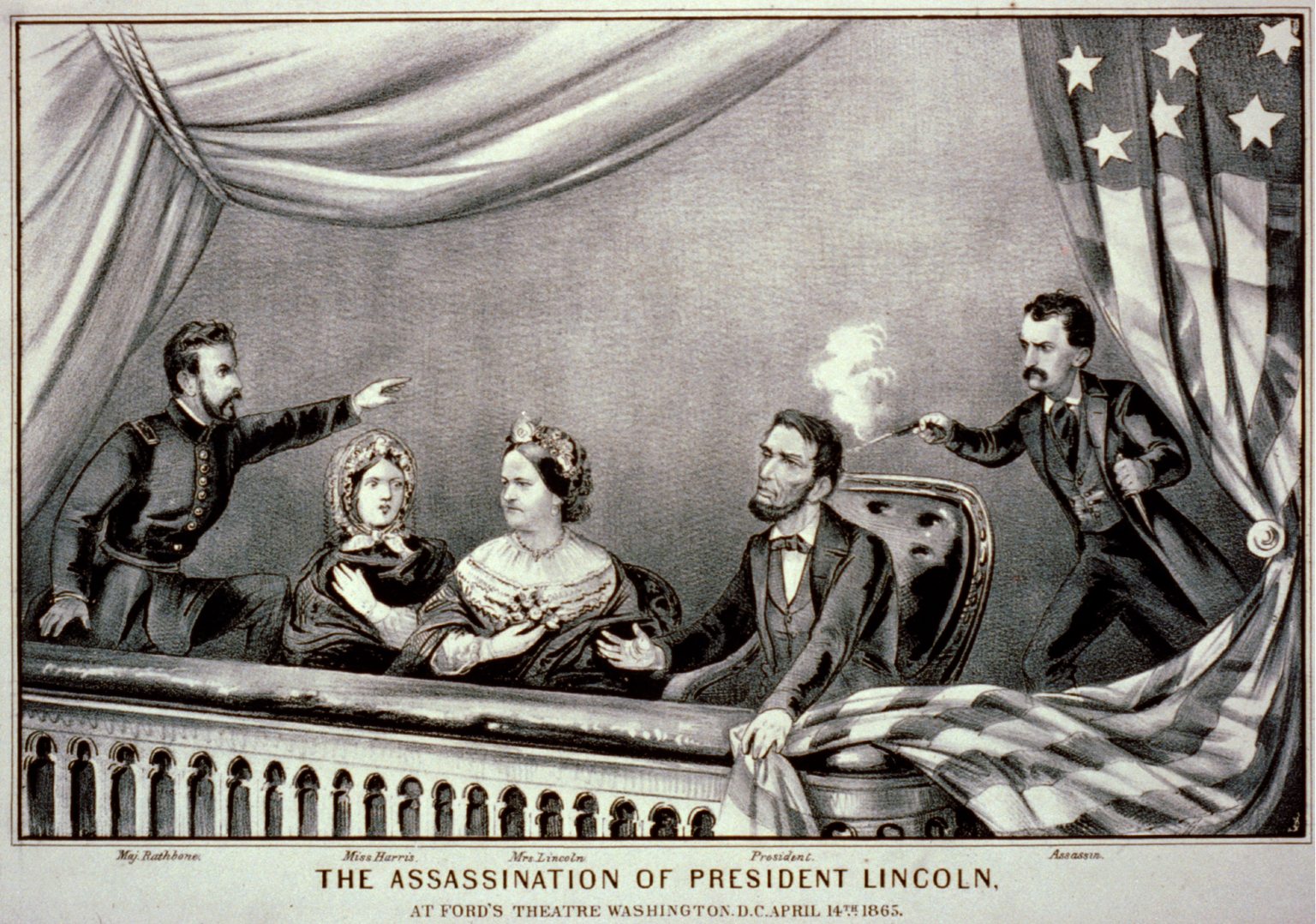
Dentro do Teatro Ford, da esquerda para a direita: Henry Rathbone, Clara Harris, Mary Todd Lincoln, Abraham Lincoln e seu assassino John Wilkes Booth.

John Wilkes Booth, um notório ator e espião confederado de Maryland, formulara originalmente um plano de sequestrar Lincoln em troca da libertação de prisioneiros Confederados. Após presenciar um discurso em 11 de abril de 1865 no qual Lincoln promovia o direito de voto aos negros, John Wilkes, enfurecidamente mudou de ideia, determinado a assassinar o presidente. Em 14 de abril de 1865, ao ficar sabendo que o presidente, a primeira-dama e o comandante geral Ulysses S. Grant assistiriam a uma peça no Teatro Ford, ele deu continuidade a seus planos, combinando com cúmplices o assassinato simultâneo do vice-presidente Andrew Johnson e do secretário de Estado William H. Seward. Sem seu guarda-costas principal, Ward Hill Lamon, Lincoln deixou a Casa Branca para assistir à encenação da peça Our American Cousin no Ford, acompanhado em seu camarote pelo major Henry Rathbone e sua noiva Clara Harris. Grant, juntamente com sua esposa, escolheu viajar de última hora para a Filadélfia em vez de assistir a peça.
O guarda-costas presidencial John Parker saiu do Teatro Ford durante o intervalo para, juntamente com o cocheiro, tomar alguma bebida no bar próximo. O presidente desprotegido estava em seu camarote quando John Wilkes viu a oportunidade e por volta das 22h13m, tendo como vista a parte de trás da cabeça de Lincoln, disparou-lhe um tiro que o feriu mortalmente. O major Henry Rathbone momentaneamente lutou com John Wilkes, mas foi esfaqueado e o criminoso fugiu.

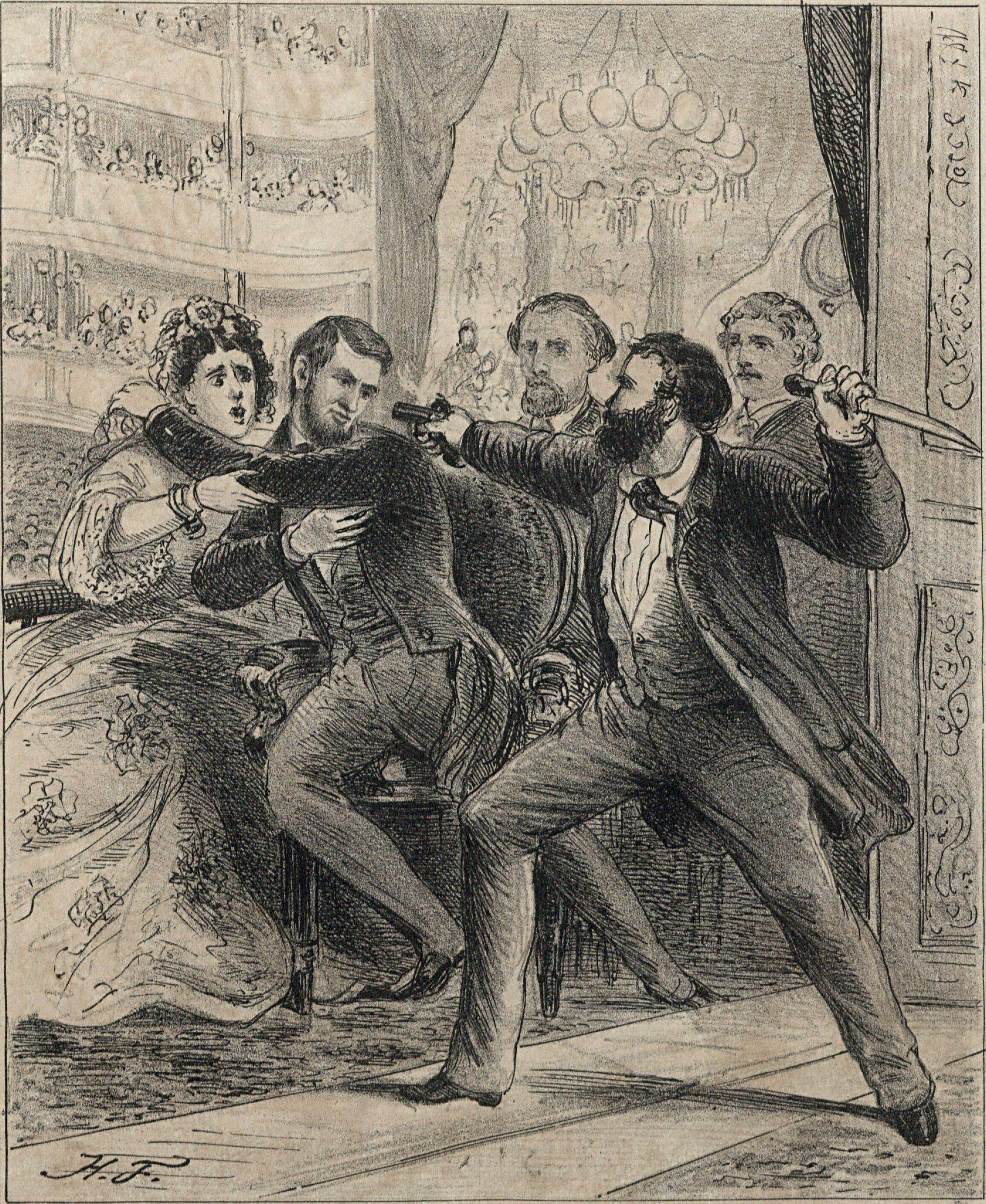
O Presidente Lincoln dos Estados Unidos da América do Norte assassinado na noite de 14 de abril no Teatro Ford (Henrique Fleiuss).

Após dez dias de procura, John Wilkes foi localizado em uma fazenda na Virgínia, a aproximadamente 110 quilômetros (70 milhas) ao sul de Washington D.C.; tentando resistir à captura, o criminoso terminou morto pelo sargento Boston Corbett em 26 de abril. Um cirurgião do Exército, Charles Leale, estava sentado próximo e imediatamente deu assistência ao presidente, que não apresentou reação: estava quase sem respirar e sem a pulsação sanguínea detectável. Tendo diagnosticado que a bala havia atingido sua cabeça, e não perfurado o ombro como se pensou inicialmente, o médico tentou limpar o coágulo de sangue, momento em que passou a respirar de forma mais natural. Ao atravessar a rua em direção ao edifício Peterson House, o presidente entrou em coma, o qual durou nove horas, não resistindo e vindo a óbito às 7 h e 22 min da manhã do dia 15 de abril. O ministro presbiteriano Phineas Densmore Gurley, então presente, foi convidado a fazer uma oração, em seguida o Secretário de Guerra Stanton disse: "Agora ele pertence às Eras".

### Funeral e enterro
O corpo de Lincoln foi envolto numa bandeira e era transportado sob chuva em direção à Casa Branca por oficiais unionistas com as cabeças descobertas, sem o uso do chapéu, enquanto os sinos das igrejas eram tocados. Às dez horas da manhã, menos de três horas após a morte de Lincoln, o vice-presidente Johnson foi empossado para substituí-lo no comando da nação. De 19 a 21 de abril o corpo permaneceu na Sala Oeste, antiga Rotunda do Capitólio. Durante os dias finais de velório, juntamente com o caixão do seu filho Willie, ambos foram transportados em vagão executivo dos "Estados Unidos". Durante três semanas, um trem fúnebre foi decorado com estamenhas pretas e levava os restos mortais em uma lenta jornada com diversos pontos de parada de Washington capital à Springfield (Illinois), parando em muitas cidades pelo norte do país que se constituíam em grandes memoriais com centenas de milhares de pessoas, assim como muitos americanos informalmente se reuniram para homenageá-lo com bandas, fogueiras e cânticos.

## Religião e crenças filosóficas

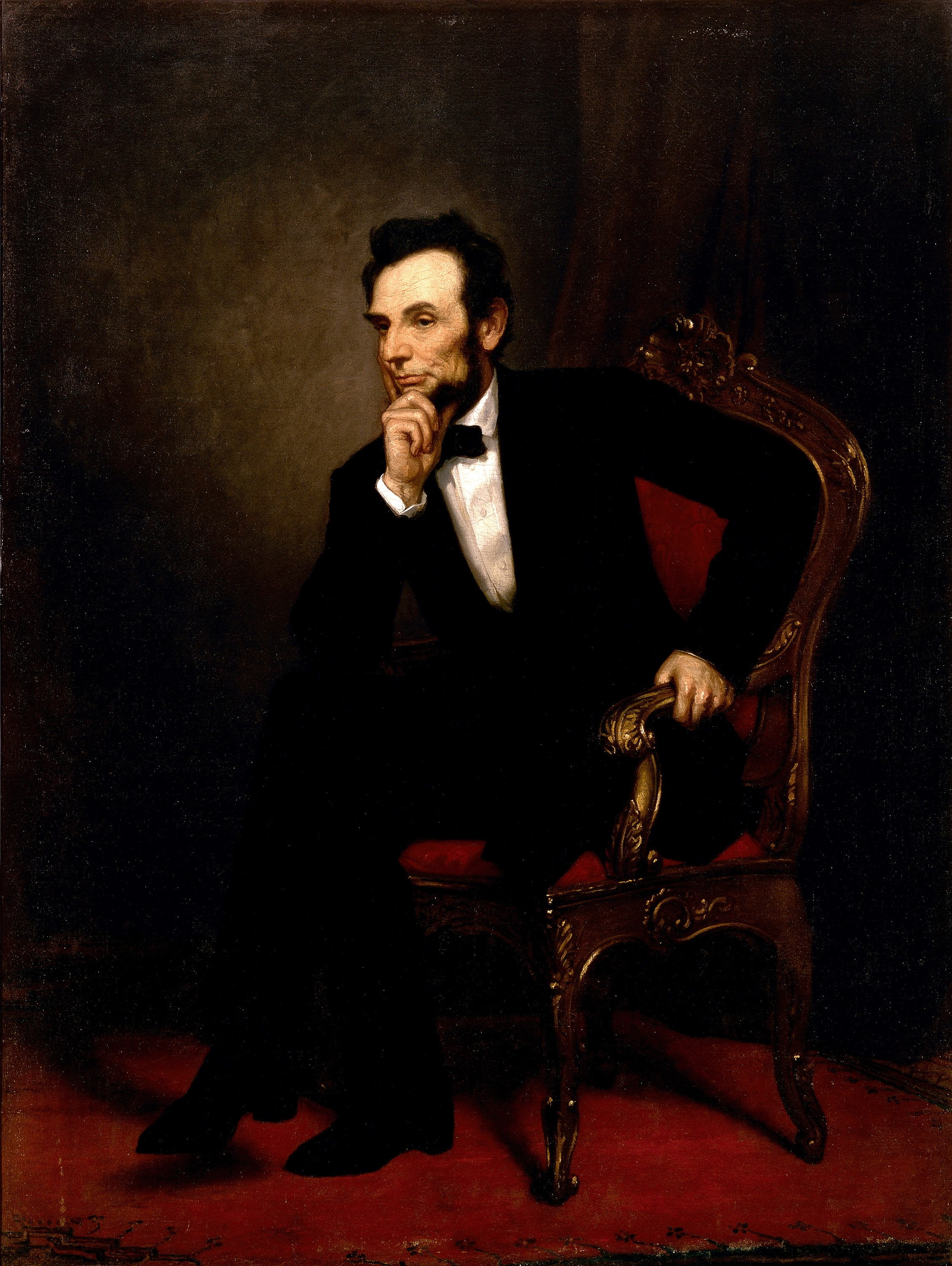
Retrato oficial de Abraham Lincoln.

Quando jovem, Lincoln era um cético religioso, ou, nas palavras de um biógrafo, até mesmo um iconoclasta. Posteriormente, o uso frequente de imagens e textos religiosos pode ter sido reflexo de suas crenças pessoais, ou pode ter sido uma forma de atrair seguidores, que eram na maioria protestantes. Ele nunca se aliou a uma igreja, apesar de ter frequentemente visitado-as com sua esposa e estivesse familiarizado com a Bíblia, a qual citava e elogiava em seus discursos. Lincoln nunca exerceu uma clara demonstração de fé cristã, mantendo-se reservado e respeitando a diversidade religiosa. Entretanto, ele acreditava em um Deus todo-poderoso e demonstrava isso por meio dos eventos que participava, e especialmente em 1865, com louváveis discursos.
Nos anos de 1840, Lincoln firmou-se na Doutrina da Necessidade, atestando que a mente humana é controlada por um poder superior. Na década seguinte, de uma forma generalista ele reconhecia a "providência divina", mas raramente usava uma linguagem ou a aparência dos evangélicos, o republicanismo propagado pelos Pais Fundadores era quase como uma reverência religiosa para si próprio. A morte de seu filho Edward fez com que cada vez se sentisse mais dependente de Deus, e com a morte de outro filho, Willie, em fevereiro de 1862, ele lançou o olhar para a religião em busca de respostas e consolo. Foi nesse estado espiritual, do ponto de vista divino, que ele considerou que o agravante de guerra era necessário. Nessa época, em suas palavras, "Deus poderia ter salvado ou destruído a União sem a contestação humana. No entanto, a contestação começou. E tendo a contestação começado, Deus poderia dar a vitória final para qualquer um dos lados em qualquer dia. No entanto, a contestação continua". No dia em que Lincoln foi assassinado, ele teria dito a sua esposa que desejava visitar a Terra Santa.

## Legado

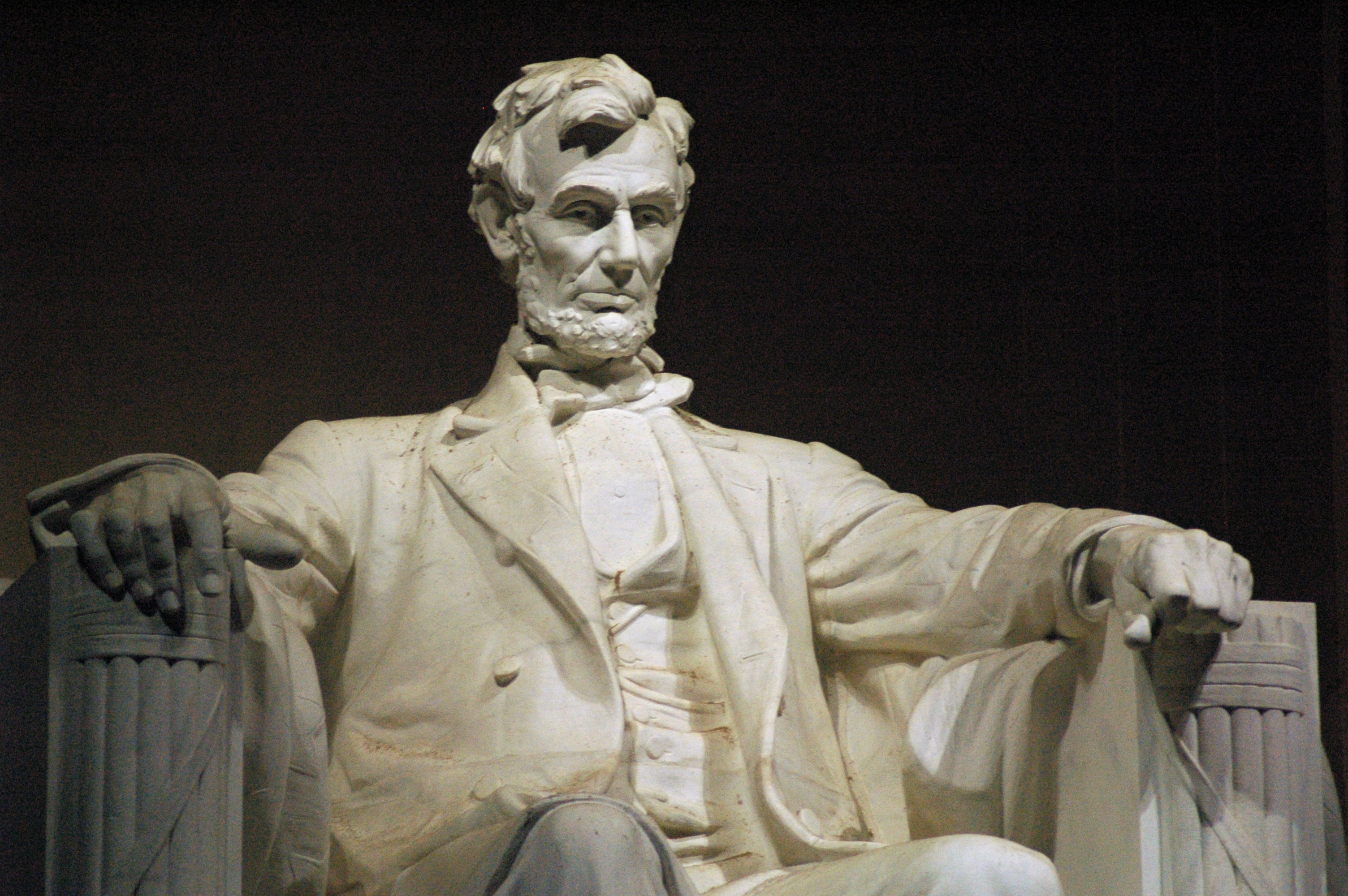
Estátua Abraham Lincoln, por Daniel Chester French.

A reunificação bem-sucedida dos estados teve consequências para o nome do país. O termo "os Estados Unidos" tem sido usado historicamente, algumas vezes no plural ("estes Estados Unidos") e outras vezes no singular, sem nenhuma consistência gramatical específica. A Guerra Civil foi uma força significativa no domínio eventual do uso singular até o final do século XIX.
Historiadores como Harry Jaffa, Herman Belz, John Diggins, Vernon Burton e Eric Foner enfatizam a redefinição de Lincoln dos valores republicanos. Já na década de 1850, época em que a maior parte da retórica política se concentrava na Constituição, Lincoln redirecionou a ênfase para a Declaração da Independência como fundamento dos valores políticos norte-americanos - o que ele chamou de "âncora" do republicanismo. A ênfase da declaração na igualdade e liberdade para todos, em contraste com a tolerância da Constituição à escravidão, mudou o debate. Sobre o discurso de Cooper Union de 1860, Diggins observa: "Lincoln apresentou aos americanos uma teoria da história que oferece uma contribuição profunda à teoria e ao destino do próprio republicanismo". Ele destaca a base moral do republicanismo e não de seus legalismos. No entanto, Lincoln justificou a guerra por meio de legalismos (a Constituição era um contrato e, para uma parte sair de um contrato, todas as outras partes tinham que concordar) e, em seguida, em termos do dever nacional de garantir uma forma republicana de governo em todos os estados. Burton argumenta que o republicanismo de Lincoln foi adotado pelos libertos emancipados.
No primeiro discurso inaugural de Lincoln, ele explorou a natureza da democracia. Ele denunciou a secessão como anarquia e explicou que o domínio da maioria tinha que ser equilibrado por restrições constitucionais. Ele disse que "uma maioria detida por restrições constitucionais, e sempre mudando facilmente com mudanças deliberadas de opiniões e sentimentos populares, é o único verdadeiro soberano de um povo livre".

### Reputação histórica
Na companhia dele, nunca me lembrei de minha origem humilde ou de minha cor impopular.— Frederick Douglass,

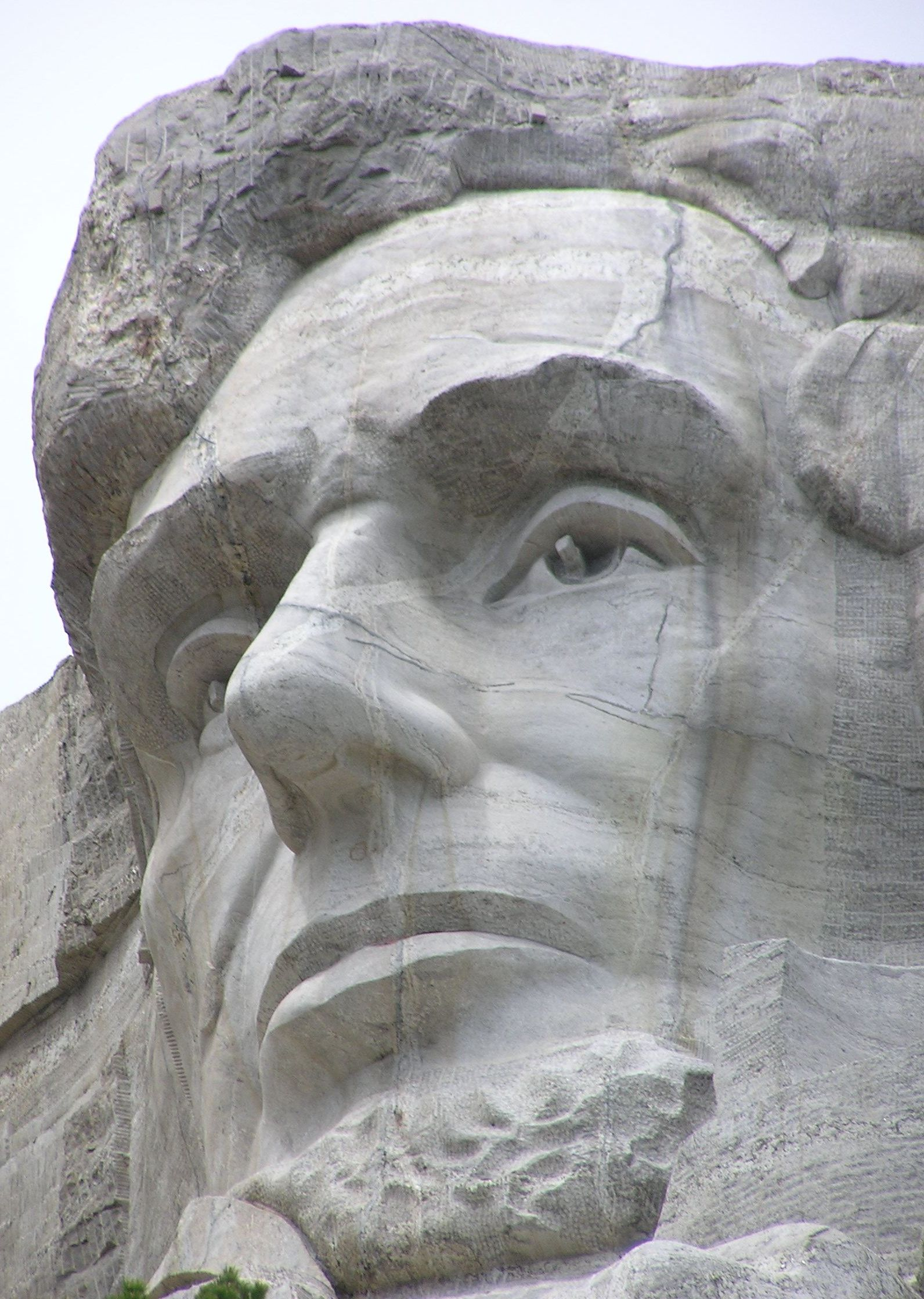
O rosto do presidente Lincoln esculpido no Monte Rushmore.

Em pesquisas com acadêmicos dos Estados Unidos que classificam presidentes desde a década de 1940, Lincoln é consistentemente considerado entre os três primeiros, geralmente como número um. Um estudo de 2004 descobriu que estudiosos nas áreas da história e da política classificaram Lincoln como o número um, enquanto os juristas o colocaram em segundo lugar depois de George Washington, o topo na maioria das pesquisas. Geralmente, os três principais presidentes são classificados como 1. Lincoln; 2. Washington; e 3. Franklin Delano Roosevelt, embora a ordem varie.
O assassinato de Lincoln tornou-o um mártir nacional. Ele foi visto pelos abolicionistas como um defensor da liberdade humana. Os republicanos vincularam o nome de Lincoln ao seu partido. Muitos, embora não todos, no Sul consideraram Lincoln um homem de extraordinária capacidade. Os historiadores disseram que ele era "um liberal clássico" no sentido do século XIX. Allen C. Guelzo afirma que Lincoln era um:
democrata liberal clássico - um inimigo da hierarquia artificial, um amigo para negociar e negociar como enobrecedor e capacitador, e um colega americano de Mill, Cobden e Bright (cujo retrato Lincoln estava no escritório da Casa Branca).
Lincoln tornou-se um exemplo favorito dos intelectuais liberais em todo o mundo.
Schwartz argumenta que a reputação norte-americana de Lincoln cresceu lentamente do final do século XIX até a Era Progressiva (1900-1920), quando ele emergiu como um dos heróis mais venerados da América, mesmo entre os sulistas brancos. O ponto alto veio em 1922 com a dedicação do Lincoln Memorial no National Mall, em Washington, D.C. Na era do New Deal, os liberais honraram Lincoln não tanto quanto o homem feito por si ou por ser um grande presidente de guerra, mas como o advogado do homem comum que eles alegaram teria apoiado o Estado de bem-estar social. Nos anos da Guerra Fria, a imagem de Lincoln mudou para um símbolo de liberdade que trouxe esperança aos oprimidos pelos regimes comunistas.

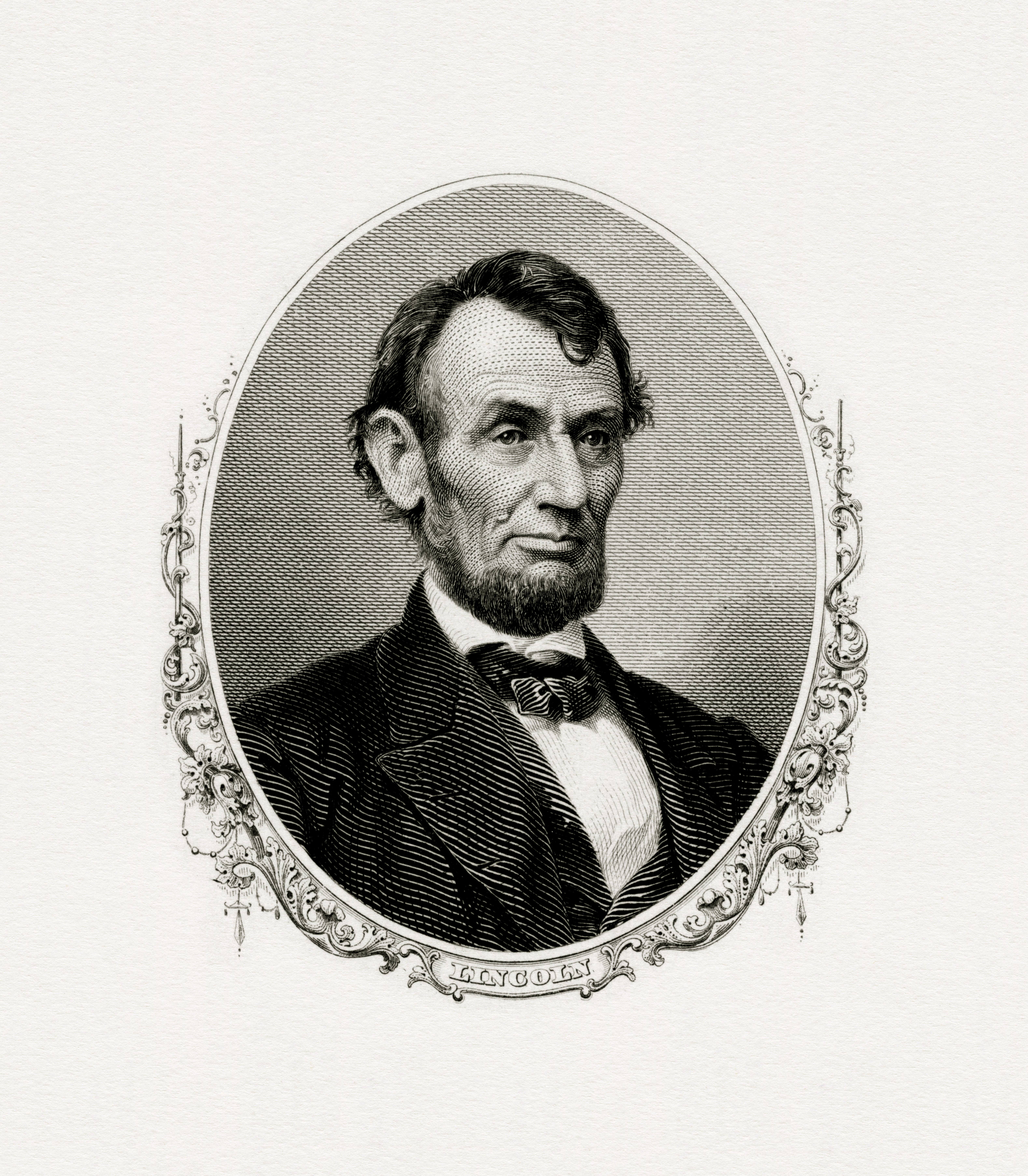
Retrato de Lincoln como presidente.

Na década de 1970, Lincoln havia se tornado um herói para os conservadores políticos por seu intenso nacionalismo, apoio aos negócios, insistência em impedir a disseminação da escravidão humana, atuação em termos dos princípios lockeanos e burkeanos em nome da liberdade e da tradição e sua devoção aos princípios dos Pais Fundadores. Como ativista do Whig, Lincoln era um porta-voz de interesses comerciais, favorecendo altas tarifas, bancos, melhorias de infraestrutura e ferrovias, em oposição aos democratas agrários. William C. Harris descobriu que a "reverência de Lincoln pelos Pais Fundadores, pela Constituição, pelas leis e pela preservação da República e de suas instituições fortaleceu seu conservadorismo". James G. Randall enfatiza sua tolerância e moderação "em sua preferência pelo progresso ordenado, sua desconfiança por agitações perigosas e sua relutância em esquemas de reforma mal digeridos". Randall conclui que "ele era conservador ao evitar completamente o tipo de 'radicalismo' que envolvia abuso do Sul, ódio aos donos de escravos, sede de vingança, conspiração partidária e exigências generosas de que as instituições do Sul fossem transformadas da noite para o dia por pessoas de fora".
No final da década de 1960, alguns intelectuais afro-americanos, liderados por Lerone Bennett Jr., rejeitaram o papel de Lincoln como o Grande Emancipador. Bennett ganhou grande atenção quando chamou Lincoln de supremacista branco em 1968. Ele observou que Lincoln usava insultos étnicos e contava piadas que ridicularizavam os negros. Bennett argumentou que Lincoln se opunha à igualdade social e propôs o envio de escravos libertos para outro país. Defensores, como os autores Dirck e Cashin, replicaram que ele não era tão ruim quanto a maioria dos políticos de sua época; e que ele era um "visionário moral" que habilmente avançou a causa abolicionista o mais rápido possível politicamente. A ênfase mudou de Lincoln, o emancipador, para um argumento de que os negros haviam se libertado da escravidão, ou pelo menos eram responsáveis por pressionar o governo pela emancipação. O historiador Barry Schwartz escreveu em 2009 que a imagem de Lincoln sofreu "erosão, desvanecimento do prestígio, ridículo benigno" no final do século XX. Por outro lado, Donald opinou em sua biografia de 1996 que Lincoln era distintamente dotado do traço de personalidade negativo, capacidade definida pelo poeta John Keats e atribuída a líderes extraordinários que estavam "satisfeitos no meio de incertezas e dúvidas e não eram compelidos a fatos ou razões". No século XXI, o presidente Barack Obama nomeou Lincoln seu presidente favorito e insistiu em usar a Bíblia de Lincoln para suas cerimônias inaugurais.
Lincoln costuma ser retratado por Hollywood, quase sempre sob uma luz lisonjeira.
O nacionalismo da União, como previsto por Lincoln, "ajudou a levar a América ao nacionalismo de Theodore Roosevelt, Woodrow Wilson e Franklin Delano Roosevelt".

### Memoriais
O retrato de Lincoln aparece em duas denominações da moeda dos Estados Unidos, o centavo e a nota de 5 dólares. Sua semelhança também aparece em muitos selos postais e ele foi comemorado em muitos nomes de cidades e condados, incluindo a capital de Nebraska.

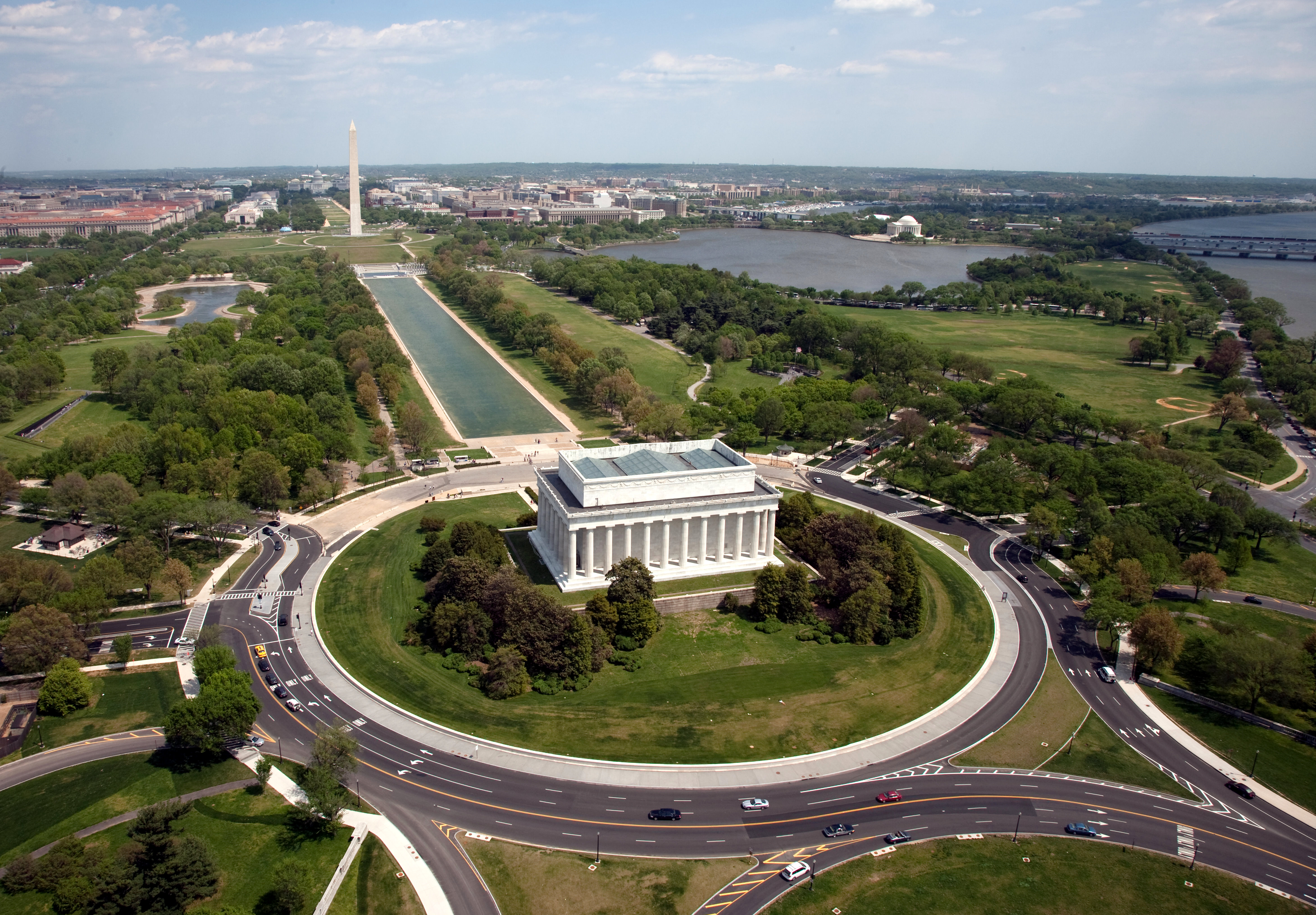
Lincoln Memorial em Washington, D.C.

Os memoriais mais famosos e mais visitados são as esculturas de Lincoln no Monte Rushmore; o Lincoln Memorial, o Teatro Ford e a Casa Petersen (onde ele morreu) em Washington, D.C.; e a Biblioteca e Museu Presidencial Abraham Lincoln, em Springfield, Illinois, não muito longe da casa de Lincoln, bem como de sua tumba.
O sociólogo Barry Schwartz argumenta que, nas décadas de 1930 e de 1940, a memória de Abraham Lincoln era praticamente sagrada e forneceu à nação "um símbolo moral inspirador e orientador da vida americana". Durante a Grande Depressão, ele argumenta, Lincoln serviu "como um meio de ver as decepções do mundo, de tornar seus sofrimentos não tão explicáveis quanto significativos". Franklin D. Roosevelt, preparando a América para a guerra, usou as palavras do presidente da Guerra Civil para esclarecer a ameaça representada pela Alemanha nazista e pelo Império do Japão. Os americanos perguntaram: "O que Lincoln faria?". No entanto, Schwartz também descobre que, desde a Segunda Guerra Mundial, o poder simbólico de Lincoln perdeu relevância e esse "herói desbotado é sintomático da confiança cada vez menor na grandeza nacional". " Ele sugeriu que o pós-modernismo e o multiculturalismo diluíram a grandeza como conceito.

### Historiografia
- Barr, John M. (2014). «Holding Up a Flawed Mirror to the American Soul: Abraham Lincoln in the Writings of Lerone Bennett Jr.». Springfield, Illinois: Abraham Lincoln Association. Journal of the Abraham Lincoln Association. 35 (1)
- Barr, John M. Loathing Lincoln: An American Tradition from the Civil War to the Present (LSU Press, 2014).
- Burkhimer, Michael (2003). One Hundred Essential Lincoln Books. Nashville: Cumberland House. ISBN 978-1-58182-369-1
- Holzer, Harold and Craig L. Symonds, eds. Exploring Lincoln: Great Historians Reappraise Our Greatest President (2015), ensaios de 16 estudiosos
- Manning, Chandra, "The Shifting Terrain of Attitudes toward Abraham Lincoln and Emancipation", Journal of the Abraham Lincoln Association, 34 (2013), 18–39.
- Smith, Adam I.P. "The 'Cult' of Abraham Lincoln and the Strange Survival of Liberal England in the Era of the World Wars", Twentieth Century British History, (Dezembro de 2010) 21#4 pp. 486–509
- Spielberg, Steven; Goodwin, Doris Kearns; Kushner, Tony. "Mr. Lincoln Goes to Hollywood", Smithsonian (2012) 43#7 pp. 46–53.